# Museo delle civiltà anatoliche
Il museo delle civiltà anatoliche (in turco Anadolu Medeniyetleri Müzesi) si trova sul lato sud del castello di Ankara nella zona di Atpazarı ad Ankara, in Turchia. È ospitato nel vecchio deposito del bazar ottomano Mahmut Paşa e del Kurşunlu Han. A causa del desiderio di Atatürk di fondare un museo ittita, gli edifici furono acquistati su suggerimento di Hamit Zübeyir Koşay, che allora era Ministro della Cultura, da parte del Ministro dell'Istruzione Nazionale, Saffet Arıkan. Dopo che la ristrutturazione e le riparazioni furono completate (1938–1968), l'edificio fu aperto al pubblico come Museo archeologico di Ankara.
Oggi, Kurşunlu Han, utilizzato come edificio amministrativo, ospita le stanze di lavoro, la biblioteca, la sala conferenze, il laboratorio e l'officina. Il vecchio edificio del bazar ospita le mostre. All'interno di questo edificio ottomano, è esposta una serie di reperti di archeologia anatolica. Iniziano con l'era Paleolitica e continuano cronologicamente attraverso i periodi Neolitico, Bronzo Antico, Assiro, Ittita, Frigio, Urarteo, Greco, Ellenistico, Romano, Bizantino, Selgiuchide e Ottomano. C'è anche una vasta collezione di manufatti provenienti dagli scavi di Karain, Çatalhöyük, Hacılar, Canhasan, Beycesultan, Alacahöyük, Kültepe, Acemhöyük, Boğazköy (Gordio), Pazarlı, Altıntepe, Adilcevaz e Patnos.
I reperti di opere in oro, argento, vetro, marmo e bronzo risalgono alla seconda metà del I millennio a.C. Le collezioni di monete, con esempi che vanno dalle prime monete coniate fino ai tempi moderni, rappresentano i rari tesori culturali del museo.
Il 19 aprile 1997 il Museo delle civiltà anatoliche, giunto ai giorni nostri con i suoi edifici storici e la sua storia profondamente radicata, è stato eletto primo Museo europeo dell'anno in Svizzera.

## Storia del museo
Il primo museo ad Ankara venne fondato da Mübarek Galip Bey, Direzione della Cultura, nel 1921, nella sezione del Castello di Ankara chiamata Akkale. Oltre a questo museo, vennero raccolti anche reperti del tempio di Augusto e dei bagni bizantini. Su raccomandazione di Atatürk e nell'ottica di istituire un "Museo Eti" nel centro, i manufatti ittiti della regione furono inviati ad Ankara e quindi si rese necessario un museo più grande.
Il direttore della cultura dell'epoca, Hamit Zübeyir Koşay e il ministro dell'istruzione Saffet Arıkan, raccomandarono che il bazar Mahmut Paşa e la locanda fossero restaurati e trasformati in un museo. Questa raccomandazione venne accettata e il restauro continuò dal 1938 al 1968. Dopo il completamento delle riparazioni del bazar, dove si trova una struttura a cupola, nel 1940, un comitato presieduto dall'archeologo tedesco HG Guterbock organizzò il museo.
Nel 1943, mentre erano ancora in corso i lavori di restauro dell'edificio, fu aperta ai visitatori la sezione centrale. I progetti di questa parte vennero eseguiti dall'architetto Macit Kural e i lavori di restauro dall'architetto Zühtü Bey. Nel 1948 l'amministrazione del museo lasciò Akkale come magazzino e il museo venne trasferito in quattro sale del Kurşunlu Han le cui riparazioni erano state completate. I progetti di restauro della parte intorno alla struttura a cupola vennero preparati e applicati dall'architetto İhsan Kıygı. Cinque negozi rimasero nella loro forma originale e le pareti tra i negozi vennero demolite creando un ampio spazio per l'esposizione. L'edificio del museo raggiunse la sua struttura attuale nel 1968. Il Kurşunlu Han, che è stato utilizzato come edificio amministrativo, dispone di sale di ricerca, una biblioteca, una sala conferenze e un laboratorio. Il Mahmut Pasha Bazaar, con tetto a volta, è stato utilizzato come sala espositiva.

## Storia degli edifici
Il Museo delle civiltà anatoliche si trova in due edifici ottomani situati vicino al castello di Ankara, nello storico quartiere Atpazarı. Uno degli edifici è il Mahmut Paşa Bedesteni e l'altro è il Kurşunlu Han (locanda, caravanserraglio).
Il Mahmut Paşa Bedesteni fu costruito da Mahmut Pasha, uno dei ministri (visir) di Mehmed II il Conquistatore tra il 1464 e il 1471. L'edificio non ha iscrizioni. In alcune fonti, è riportato che qui venivano distribuiti indumenti di pura angora. Il disegno dell'edificio è di tipo classico. Ci sono 10 cupole che coprono un rettangolo progettato per racchiudere la posizione e 102 negozi uno di fronte all'altro.
Secondo i documenti storici il Kurşunlu Han fu costruito come fondazione (vakıf) per finanziare le elemosine di Mehmet Pasha (Mehmet il Conquistatore) a Üsküdar, Istanbul. Anche questo edificio non ha iscrizioni. Durante i restauri del 1946 furono scoperte monete del periodo di Murat II. I risultati indicano che l'Han esisteva già nel XV secolo. L'edificio ha il disegno tipico degli han del periodo ottomano. C'è un cortile nel mezzo e un porticato che circonda un edificio con stanze su due piani. Ci sono 28 camere al piano terra e 30 al primo piano. Le camere dispongono di fornaci. C'è un fienile a forma di "L" al piano terra nelle direzioni ovest e sud delle stanze. Sul lato nord dell'han ci sono 11 negozi, 9 sul lato est e 4, uno di fronte all'altro, all'interno del giardino. La locanda (han) fu costruita da Rum Mehmed Pascià che nel 1467 fu nominato Primo Ministro (Gran Visir). Su ordine di Mahmut Pasha, fu costruito il bazar a volta che entrò in funzione dal 1470. Aveva la moschea, la mensa per i poveri e la madrasa a Üsküdar. Lì sono sepolte le sue spoglie.
Questi due edifici, che oggi costituiscono il museo, furono abbandonati dopo l'incendio del 1881.

## Manufatti esposti
- Età paleolitica (.... 8000 a.C.): L'età paleolitica è rappresentata nel museo dai reperti scoperti nella grotta di  Karain, vicino ad Antalia. Gli uomini del Paleolitico erano cacciatori-raccoglitori che usavano strumenti di pietra e ossa. Gli strumenti in pietra sono visualizzati in tre categorie temporali: Paleolitico inferiore, Paleolitico medio e Paleolitico superiore e tardo superiore.
- Età neolitica (8000-5500 a.C.): In quest'epoca apparvero i primi villaggi e iniziò l'agricoltura. In questa sezione sono esposti i manufatti di Çatalhöyük e Hacılar, che sono due dei siti più importanti dell'età neolitica. La collezione comprende sculture della Dea Madre, pitture murali, figurine di argilla, contenitori di terracotta e attrezzi agricoli fatti di ossa. Le parti più impressionanti di questa collezione sono una riproduzione di una stanza di Çatalhöyük con teste di toro montate a parete, una grande scena di caccia al toro su intonaco del VII millennio a.C., una scultura della Dea Madre Kybele (poi Cibele o Kubilea), strumenti di ossidiana, pitture murali del Monte Hasan in eruzione (ma Stephanie Meece nel 2006 ha dimostrato fosse un giaguaro dipinto) e altri dipinti murali di caccia o rappresentanti leopardi che si fronteggano.
- Età calcolitica (rame-pietra) (5500-3000 a.C.): oltre agli strumenti di pietra, il rame veniva lavorato e utilizzato nella vita di tutti i giorni durante questa era. I manufatti recuperati a Hacılar, Canhasan, Tilkitepe, Alacahöyük e Alişar Hüyük sono esposti nel museo. La collezione comprende un vasto numero di strumenti in pietra e metallo, statuette di divinità, sigilli e gioielli decorativi.

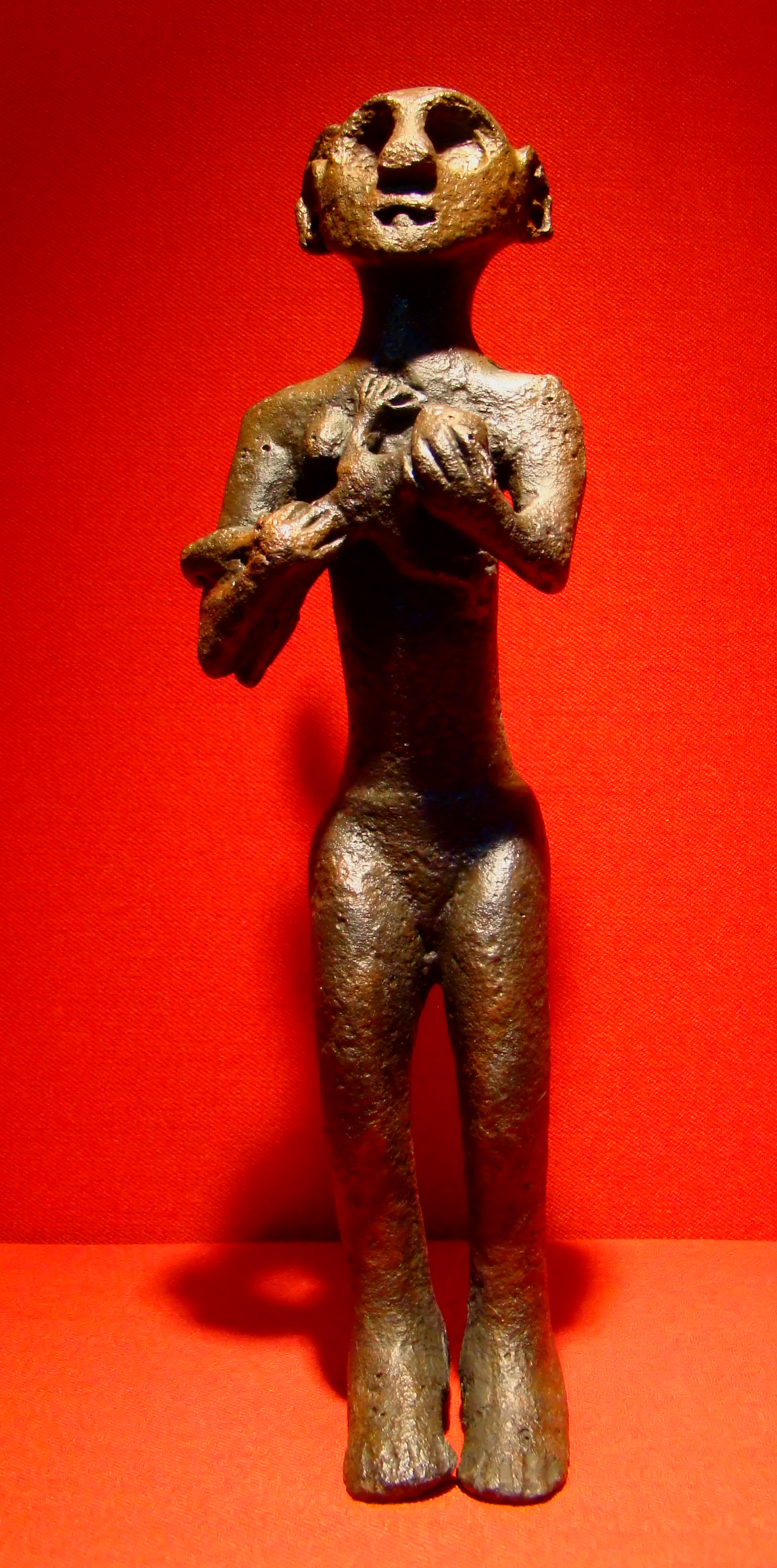
Statuetta in bronzo di una donna nuda che allatta un bambino, tratta da una tomba di Horoztepe.

- Antica età del Bronzo (3000-1950 a.C.): Gli abitanti dell'Anatolia amalgamarono rame e stagno e crearono il bronzo all'inizio del 3000 a.C. e lavorarono anche i metalli conosciuti con tecniche di fusione e martellatura. Oltre a preziosi manufatti in metallo, sepolti come corredi funerari nelle tombe reali di Alacahöyük, sono esposti manufatti di Hasanoğlan, Mahmatlar, Eskiyapar, Horoztepe, Karaoğlan, Merzifon, Etiyokuşu, Ahlatlıbel, Karayavşan, Bolu, Beycesultan e Semazöyük. Le tribù Hatti dominarono nell'età del bronzo. La collezione comprende dischi solari, statuette a forma di cervo, versioni più sottili di statuette femminili e gioielli d'oro. C'è anche una ricostruzione di una cerimonia di sepoltura che sottolinea le pratiche religiose di questo antico popolo.
- Colonie commerciali assire (1950-1750 a.C.): in questo periodo, la scrittura era emersa per la prima volta in Anatolia. Sin dai tempi accadici, i mesopotamici erano consapevoli delle risorse e delle ricchezze anatoliche. Di conseguenza, si impegnarono in ampi rapporti commerciali, guidati dagli assiri e con loro portarono le loro lingue e i sigilli a cilindro che in seguito furono sviluppati in un sistema di scrittura. Oltre 20.000 tavolette di argilla, inscritte in cuneiforme assiro, fanno luce a questo periodo. La maggior parte dei documenti scritti riguarda il commercio, l'economia e il diritto. Tessuti e vestiti venivano portati dalle carovane di asini assire per essere venduti alla popolazione locale e questi beni venivano scambiati con argento e oro. Kültepe era il centro della rete commerciale. Di conseguenza, si riscontra un'esplosione nella diversità dei reperti. Tavolette cuneiformi, recipienti per bere a forma di animali sacri come toro, leone, aquila, cinghiale, coniglio, utilizzati nelle cerimonie religiose, oggetti di culto, sigilli di cilindri e relative impressioni, armi di ogni tipo e coppe metalliche di valore artistico fatte di argilla, pietra, oro, argento, piombo, rame, bronzo, pietre preziose e tegole provenienti dalle colonie commerciali assire, scoperti a Kültepe, Acemhöyük, Alişar e Boğazköy. Un'altra interessante classe di reperti relativi a questo periodo di 200 anni sono i ritoni di Kultepe, un gruppo speciale di arte ceramica che costituisce la base della cultura ittita.

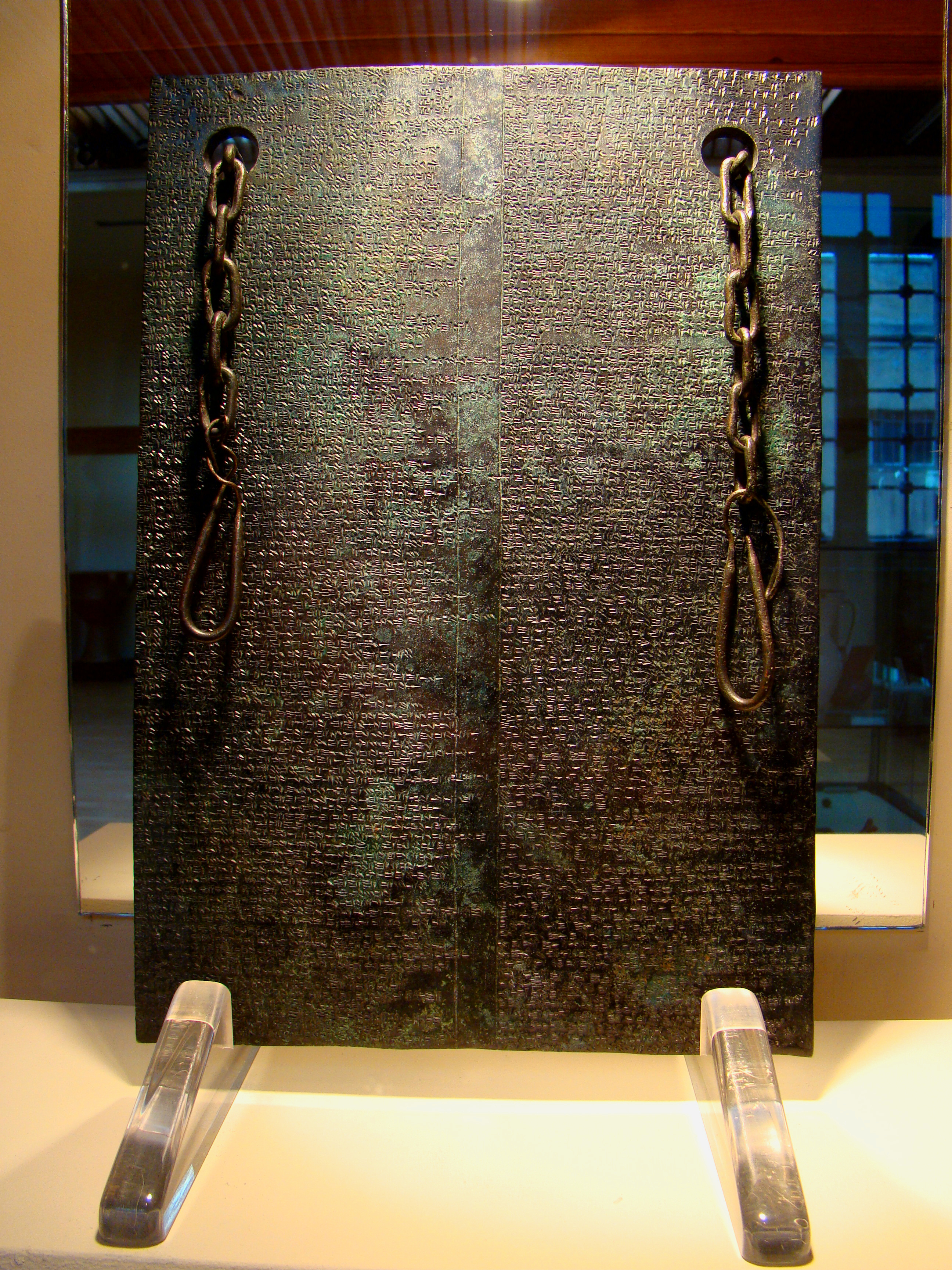
Tavoletta di bronzo da Boğazköy del 1235 a.C.

- Periodo ittita (1750-1200 a.C.): la prima unione politica degli antichi ittiti fu stabilita vicino alla mezzaluna del fiume Kızılırmak in Anatolia intorno al 2000 a.C. I siti importanti sono Boğazköy (Hattusa), İnandık, Eskiyapar, Alacahöyük, Alişar, Ferzant. Il punto culminante della sezione del Grande Impero ittita è il rilievo del Dio della Guerra presso la Porta del Re a Boğazköy. Contenitori con figure di toro in rilievo, varie ciotole per frutta e vasi con forme di animali, il famoso vaso İnandık che raffigura una cerimonia di matrimonio, tavolette di archivi governativi e sigilli dei re, statue in bronzo di divinità della fertilità, tori e cervi sono altri oggetti interessanti. La mostra comprende anche immagini di Boğazköy, ricostruzione di una cerimonia religiosa, ricostruzione della Porta del re a Boğazköy e immagini degli scavi di Boğazköy. Uno dei manufatti più importanti è la tavoletta in scritture accadiche (1275-1220 a.C.) - una corrispondenza della regina egiziana Nefertari (moglie di Ramses II) con la regina ittita Puduhepa (moglie di Hattušili III) scritta dopo il Trattato di pace di Kadesh - il primo trattato di pace nella storia del mondo, datato 1275-1220 a.C. trovato a Boğazköy.
- Periodo frigio (1200-700 a.C.): I Frigi, un popolo del mare, arrivarono in Anatolia dai Balcani verso il 1200 a.C. Acquisirono il controllo dell'Anatolia centrale e fecero di Gordio la loro capitale. I reperti del tumulo reale di Gordio costituiscono la maggior parte di questa sezione. Il tumulo misurava 300 metri di diametro e 50 di altezza. Qui è esposta anche la riproduzione della tomba del re Mida, rinvenuta nell'antico tumulo. Mobili in legno intagliato e intarsiato, spille da abito incernierate, vasi rituali, raffigurazioni di animali come leoni, arieti e aquile, la ricostruzione di una cerimonia funeraria e la statua della Dea Madre Kybele (che i Frigi adoravano come loro divinità principale) sono rappresentati in questa sezione.
- Periodo neo-ittita (1200-700 a.C.): Dopo la caduta dell'Impero Ittita, i siti più importanti di questo periodo (in Turchia) erano Arslantepe presso Malatya, Karkamış (Carchemish), Sakçagözü e Karatepe. Il vecchio bazar a 10 cupole, che forma la sala centrale del museo, ospita rilievi e statue del periodo neo-ittita. Il tema della guerra è sottolineato nei rilievi con soldati e carri. Inoltre, sono rappresentati rilievi scavati nella roccia che ritraggono i sovrani ittiti, gli dei del pantheon ittita e statue di potenti animali come leoni e tori.
- Periodo Urarteo (1200-600 a.C.): Gli Urartei vivevano nell'Anatolia orientale durante lo stesso periodo dei Frigi. I siti urartei più importanti erano Altıntepe, Adilcevaz, Kayalıdere, Patnos, Van e Haykaberd. Gli urartei fecero nuovi progressi nell'architettura e nell'estrazione mineraria.
- Periodo Lidio (1200-546 a.C.): Il museo ha ospitato, dal 1987 al 1993, il tesoro di Creso, composto da più di 35.573 pezzi tra cui centinaia di monete d´oro; oggi è visibile al Museo Archeologico di Uṣak.
- Periodo classico e Ankara attraverso i secoli: la collezione comprende manufatti del periodo greco, ellenistico, romano e bizantino come statue, gioielli e vasi decorativi in oro, argento, vetro, marmo e bronzo, nonché monete con esempi che vanno dalla prima moneta coniata fino ai tempi moderni. Inoltre, c'è una sezione che mostra i reperti scoperti di recente nei dintorni di Ankara.

## Galleria d'immagini
Galleria del museo

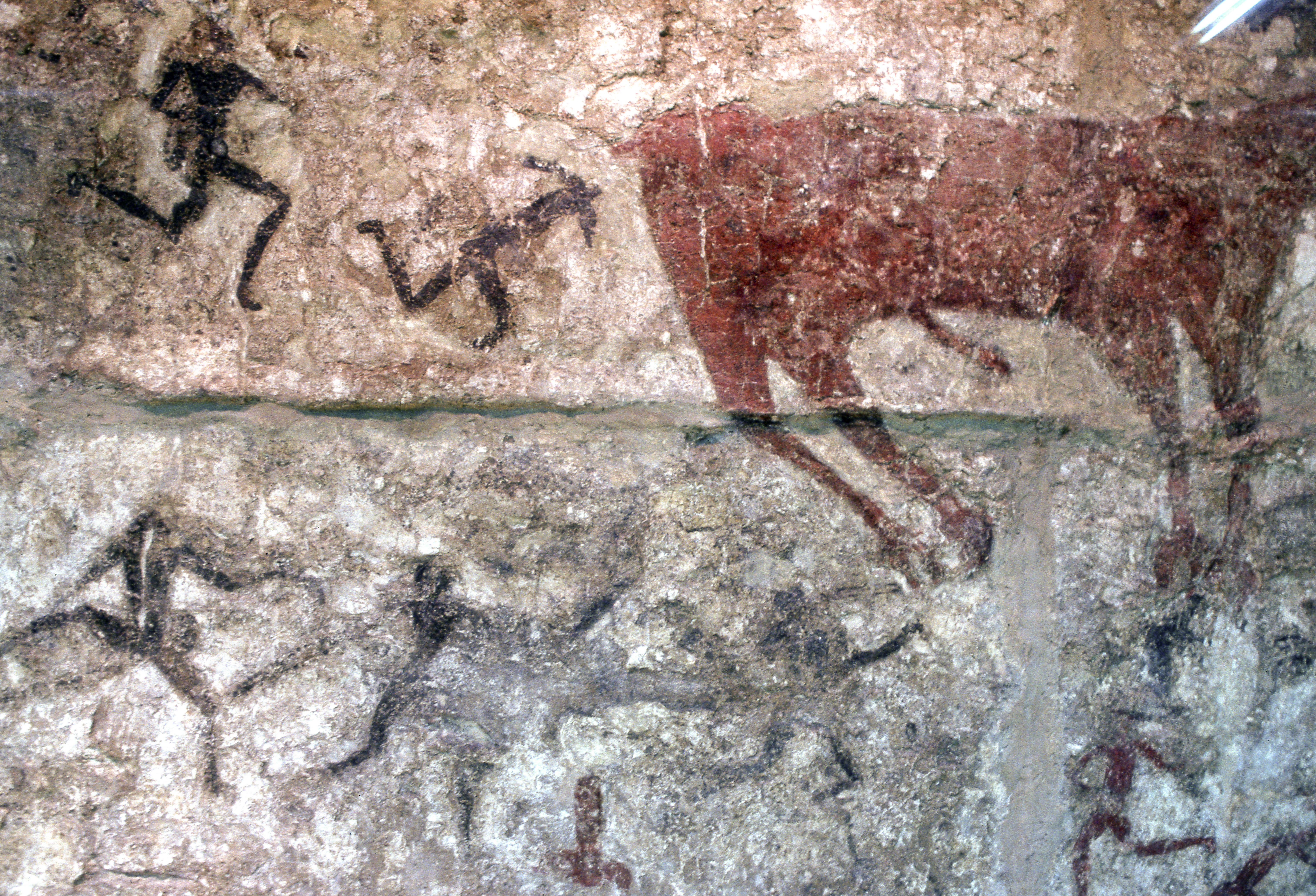
Museo delle Civiltà Anatoliche - dipinto di caccia
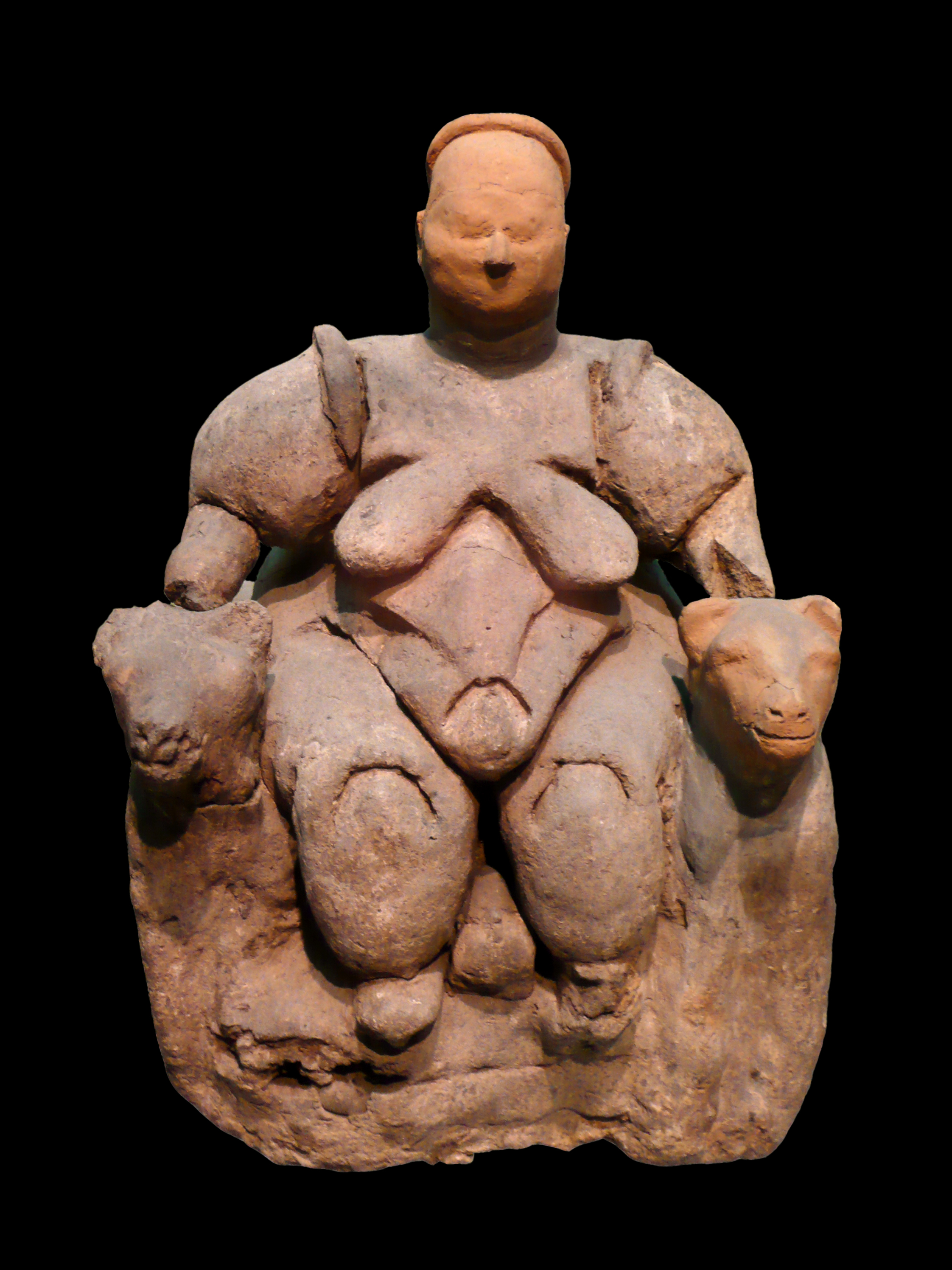
Dea Madre da Çatalhöyük, vista frontale
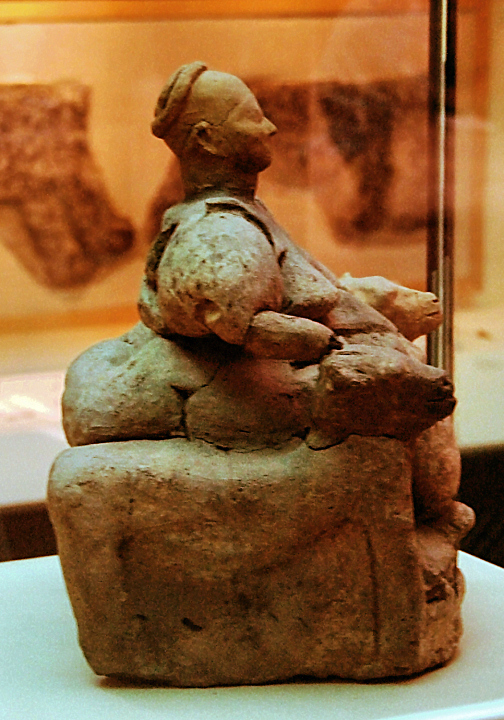
Dea madre, vista laterale
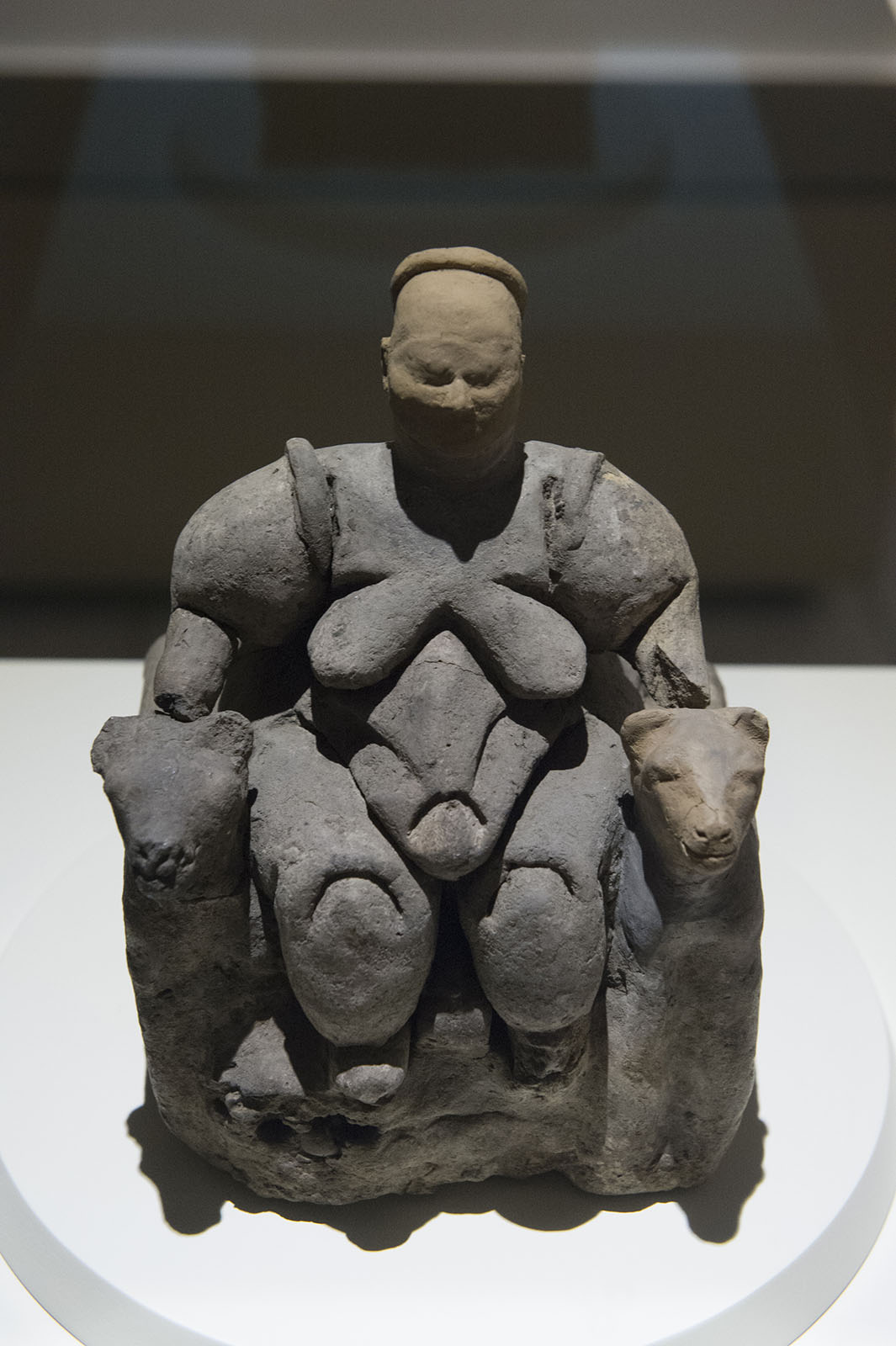
Museo delle Civiltà Anatoliche - Dea Madre
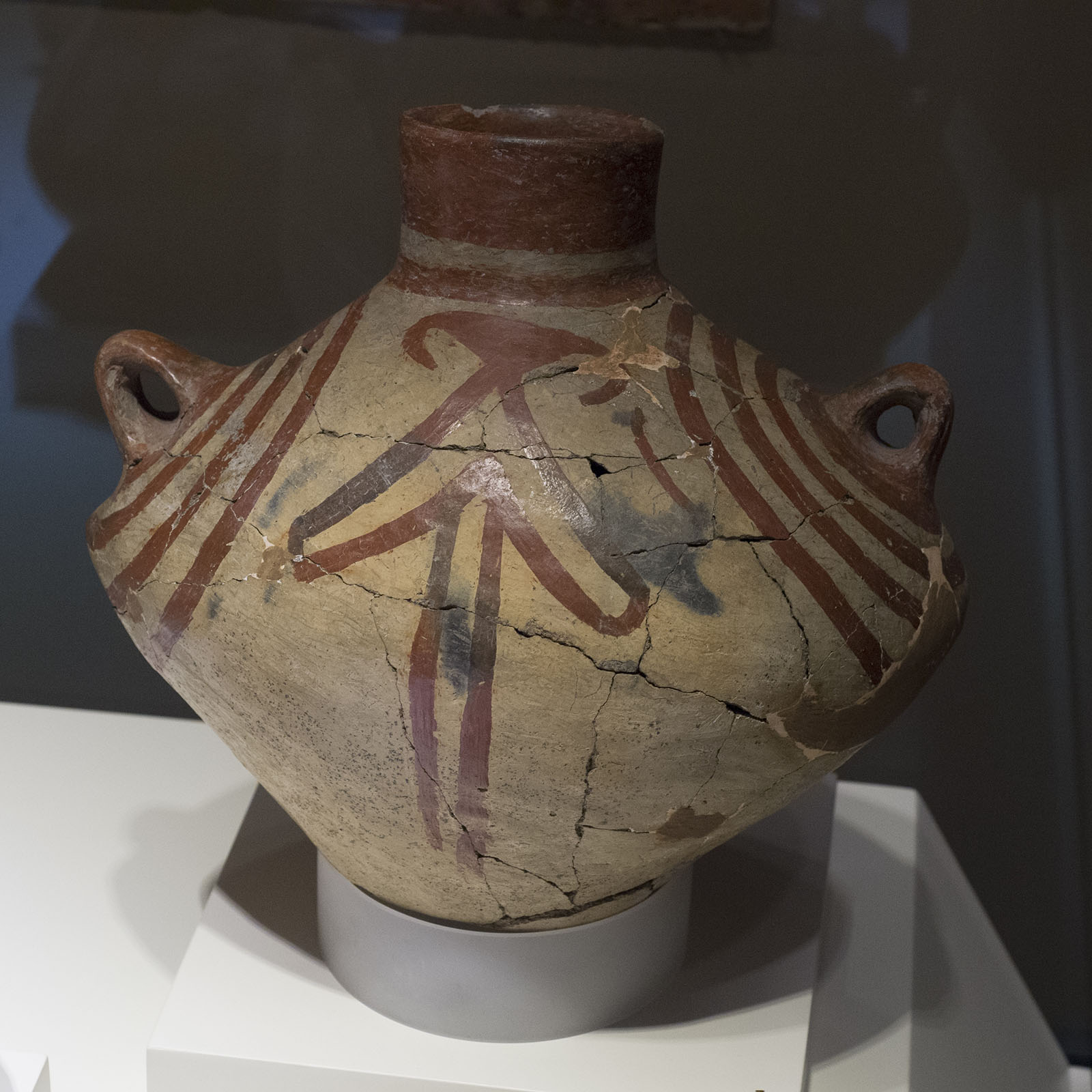
Vaso - Museo delle Civiltà Anatoliche
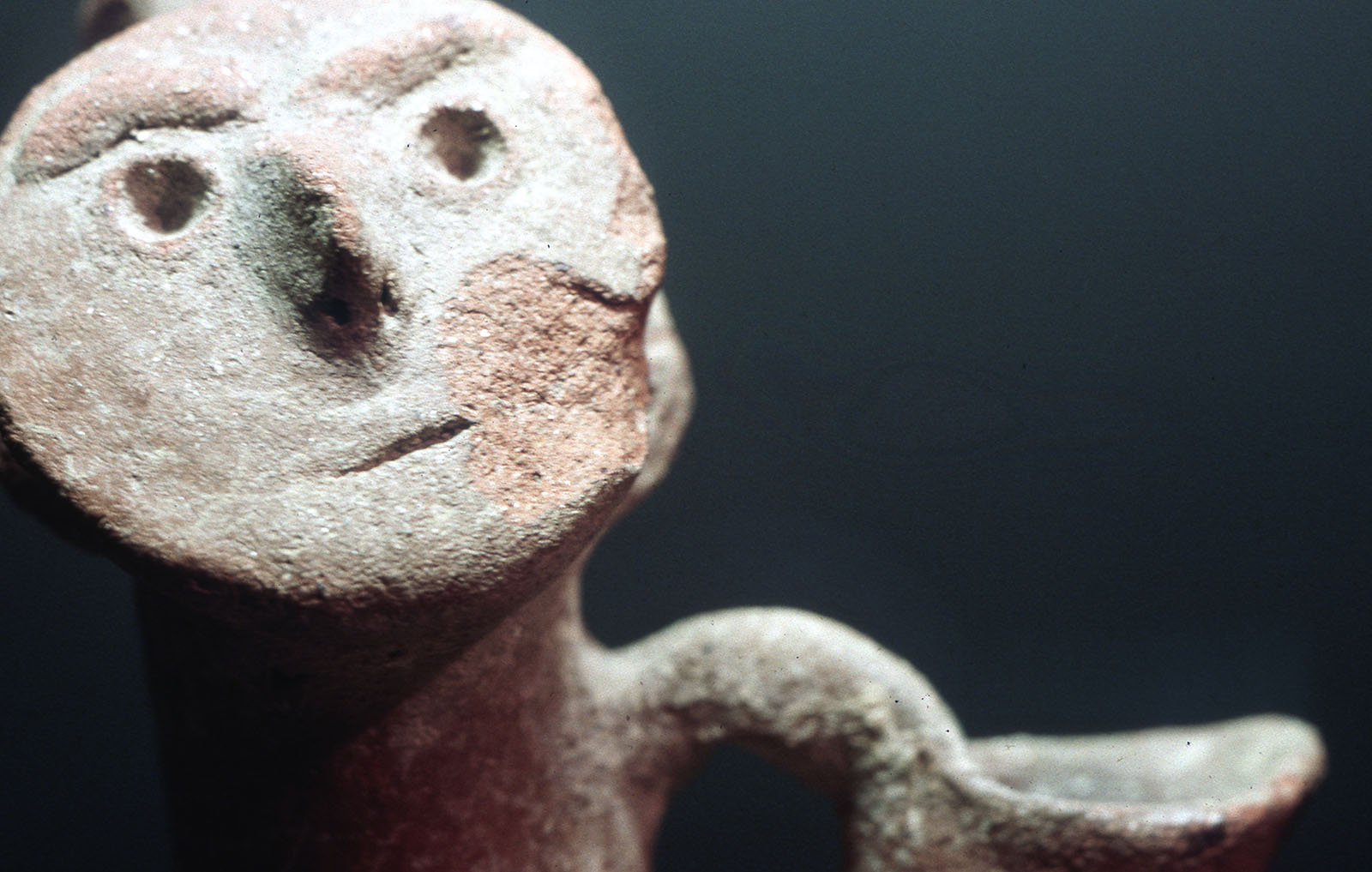
Museo delle Civiltà Anatoliche - Donna sulla brocca
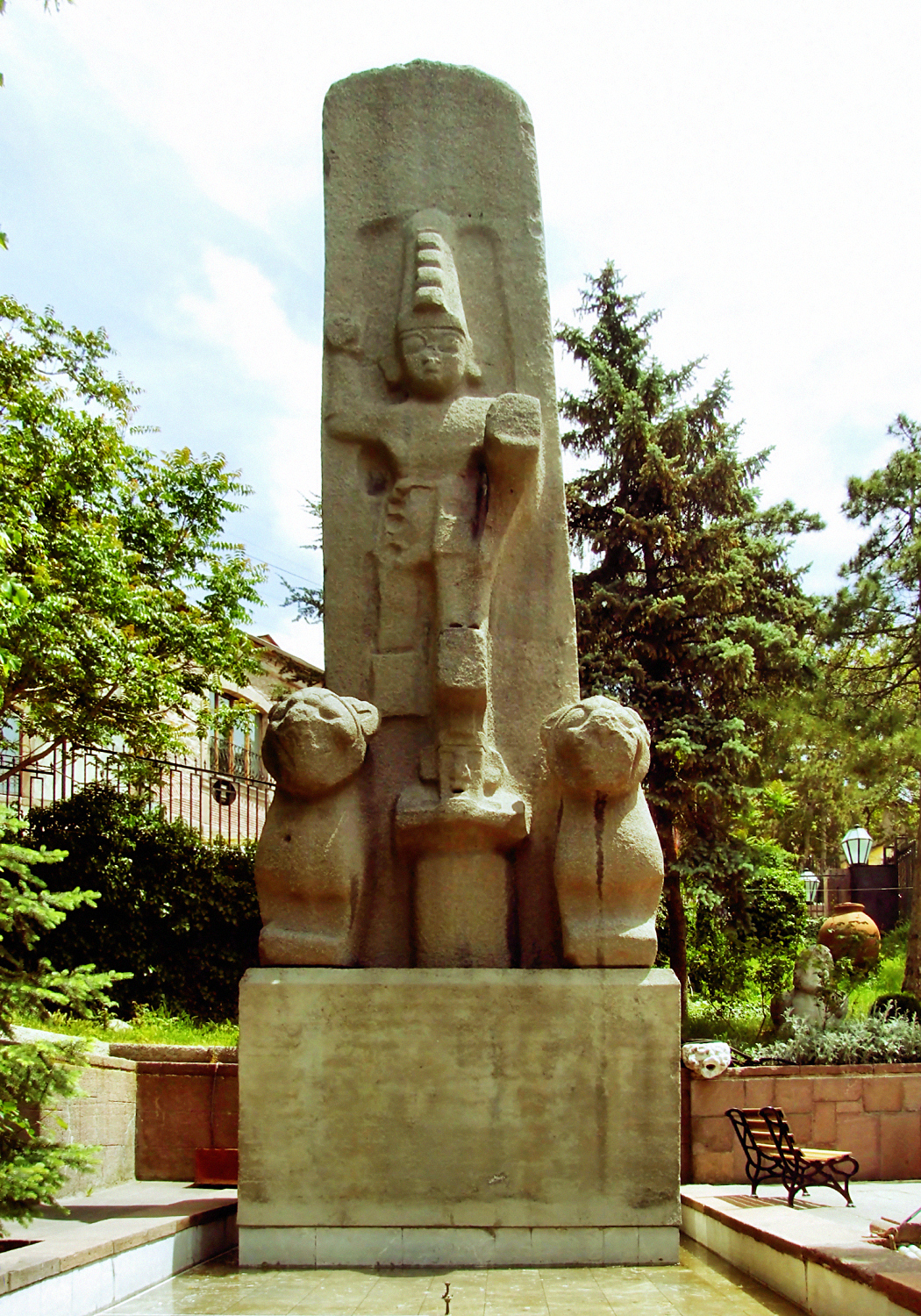
Monumento ittita, una replica esatta del monumento di Fasıllar
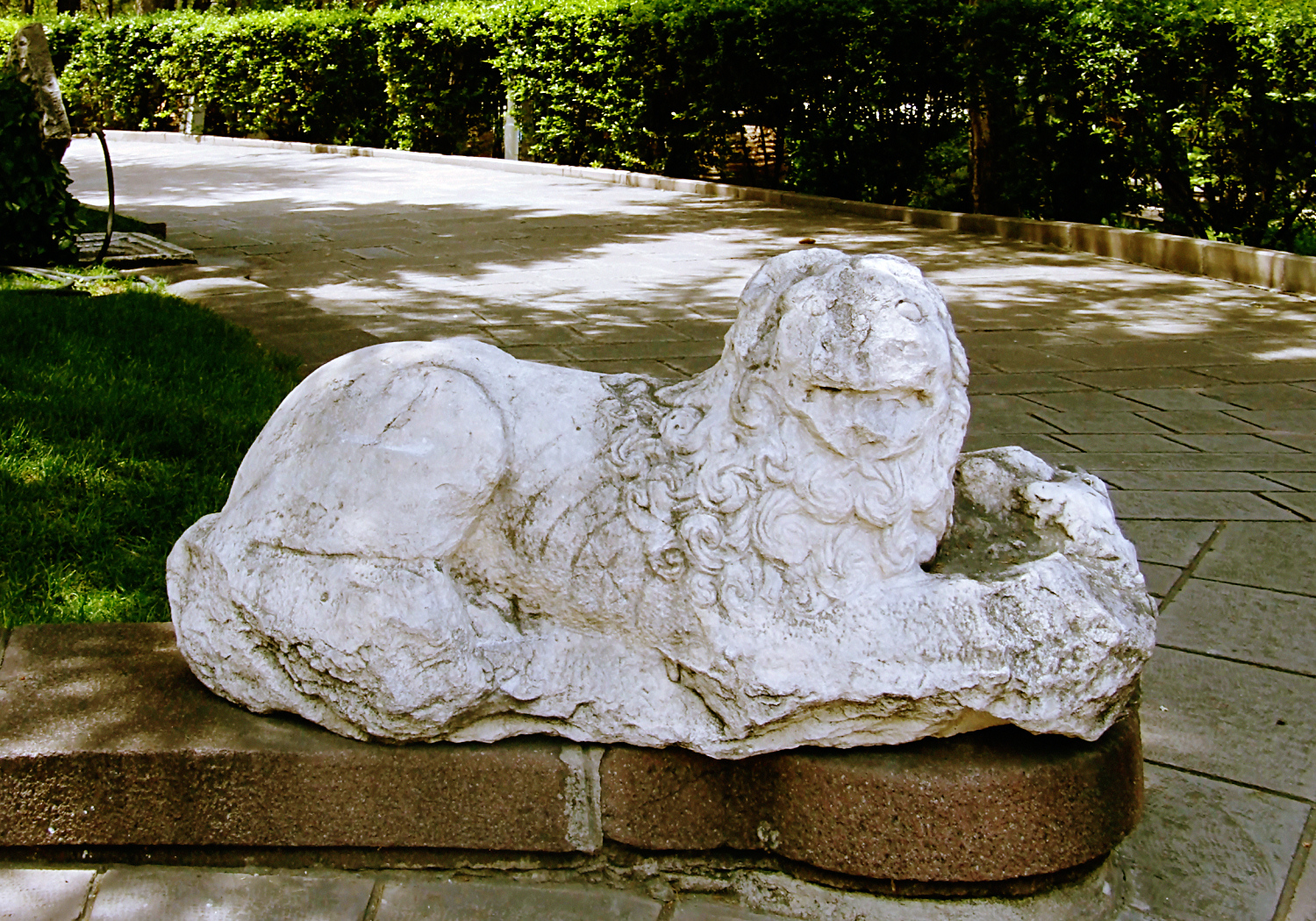
Una statua nel cortile
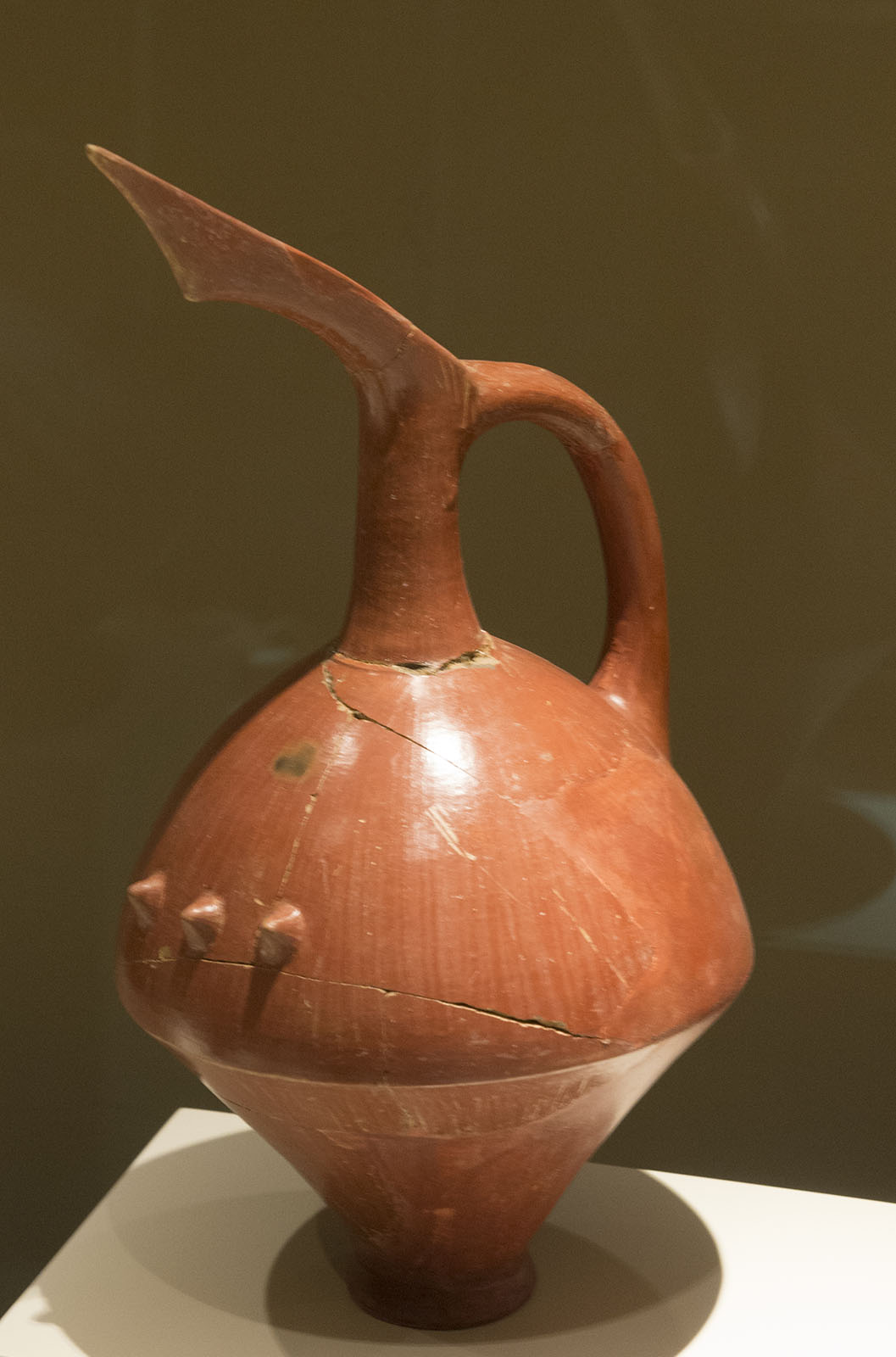
Museo delle civiltà anatoliche - Brocca periodo colonie assire
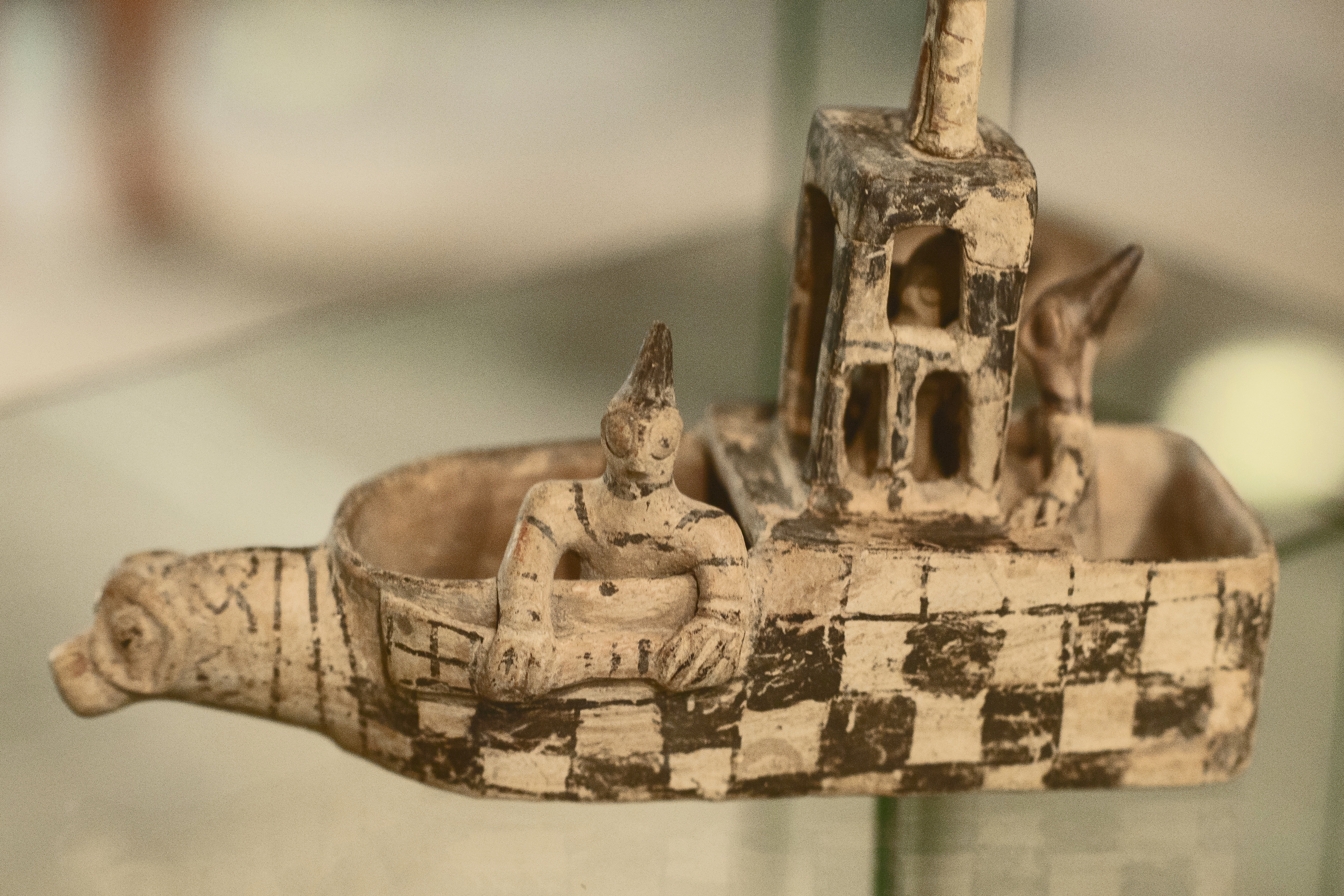
Museo delle Civiltà Anatoliche Vaso dell'epoca delle Colonie Assire Nave
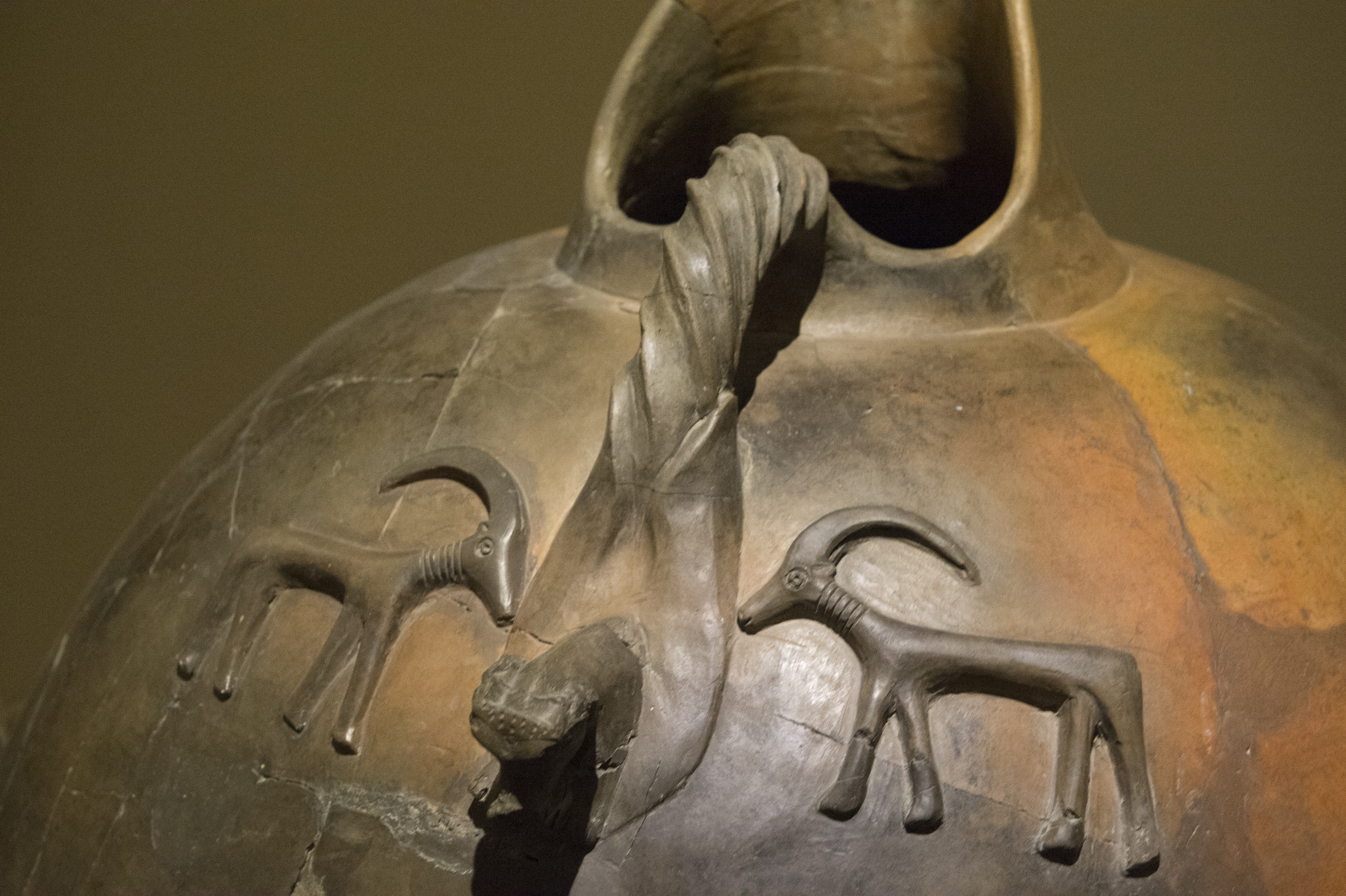
Museo delle civiltà anatoliche Pithos ittita
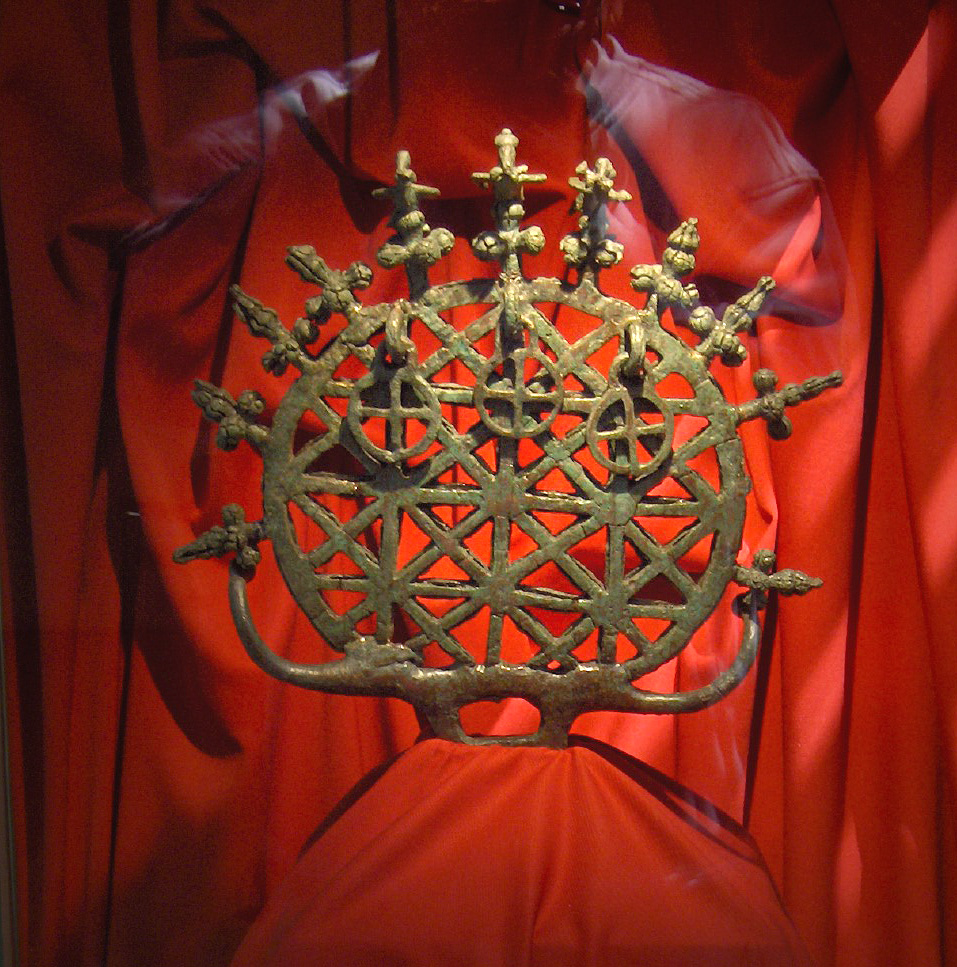
Stendardo religioso in bronzo che simboleggia l'universo, usato dai sacerdoti ittiti
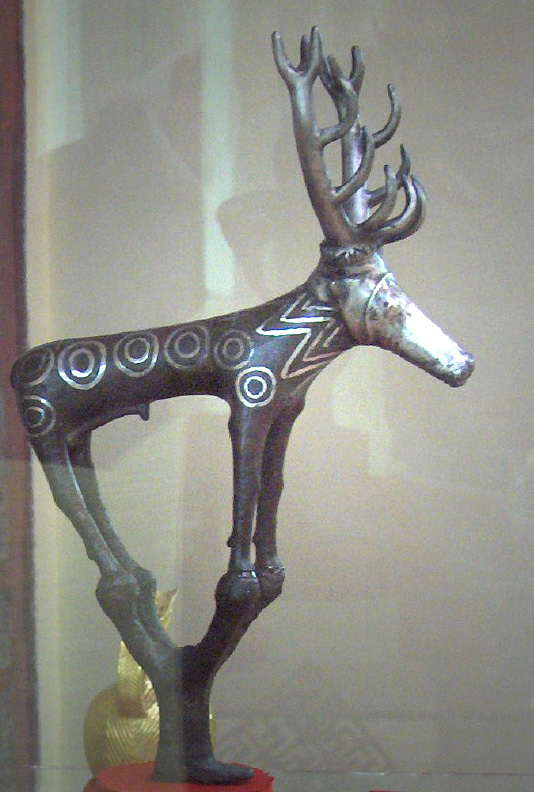
Statuetta di cervo, simbolo di un dio maschile ittita
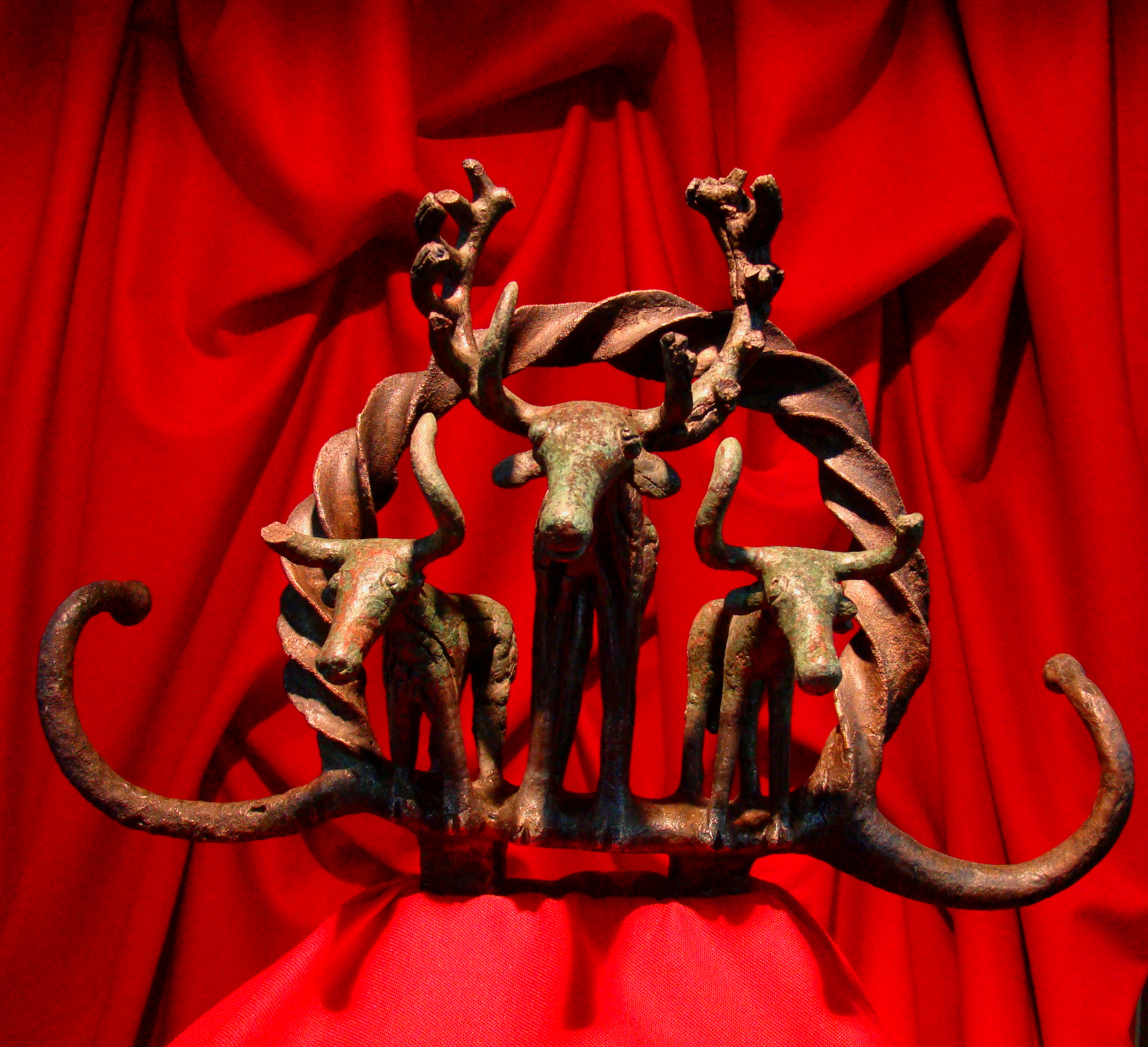
Stendardo cerimoniale in bronzo degli Ittiti
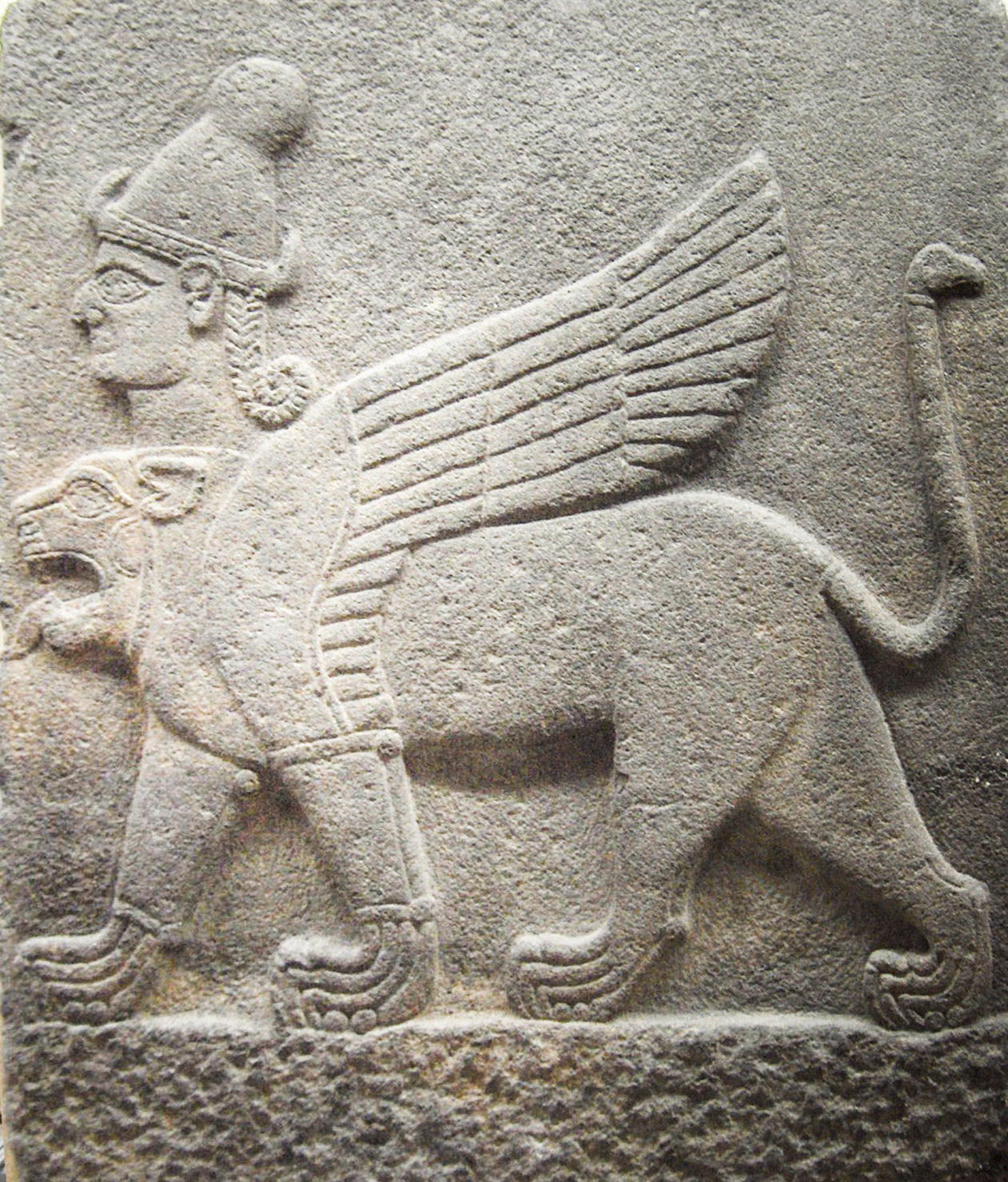
Chimera con una testa umana e una testa di leone - Periodo tardo ittita
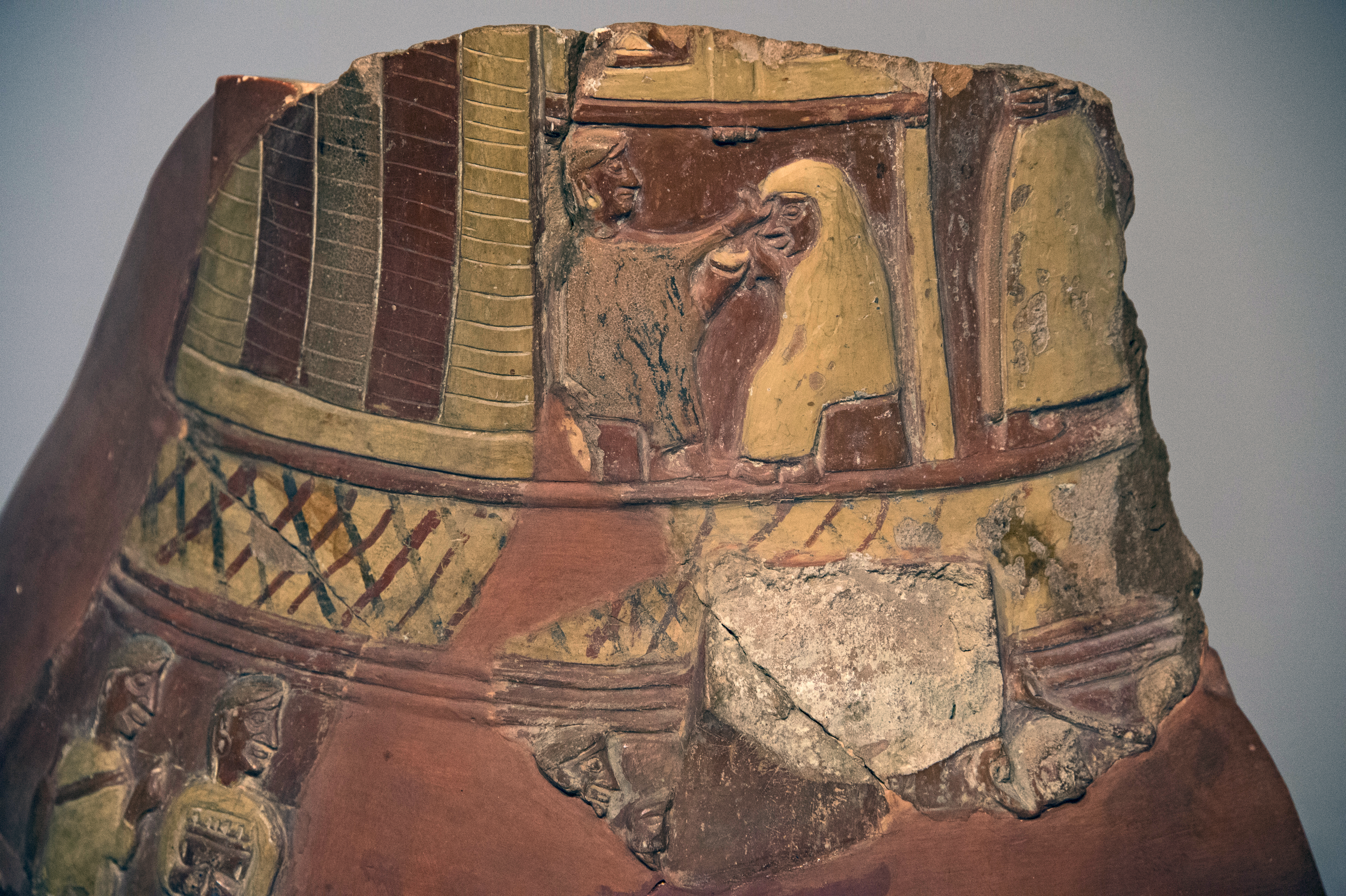
Museo delle Civiltà Anatoliche - Vaso Bitik Ittita
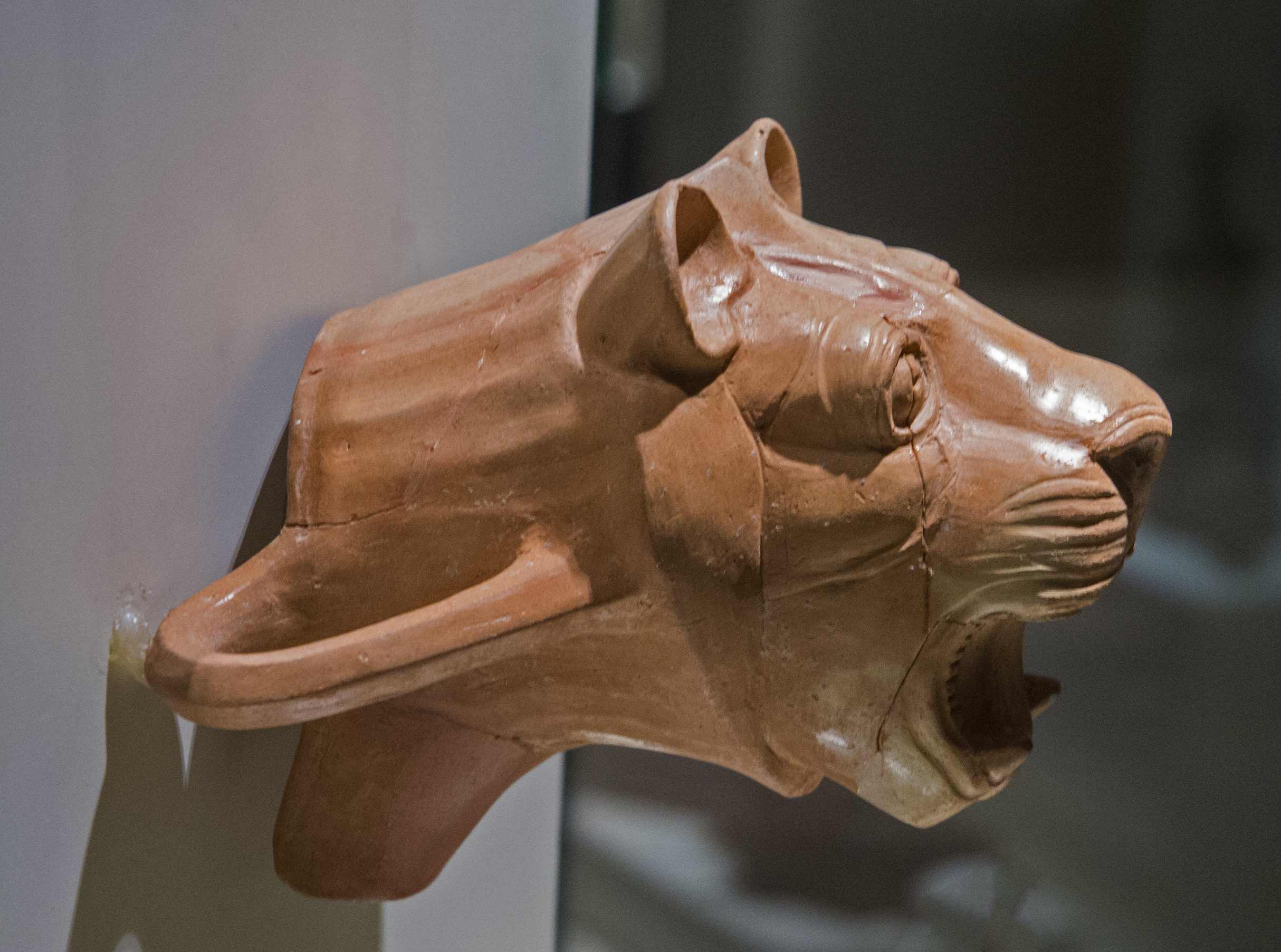
Museo delle Civiltà Anatoliche - Testa di recipiente per liquidi
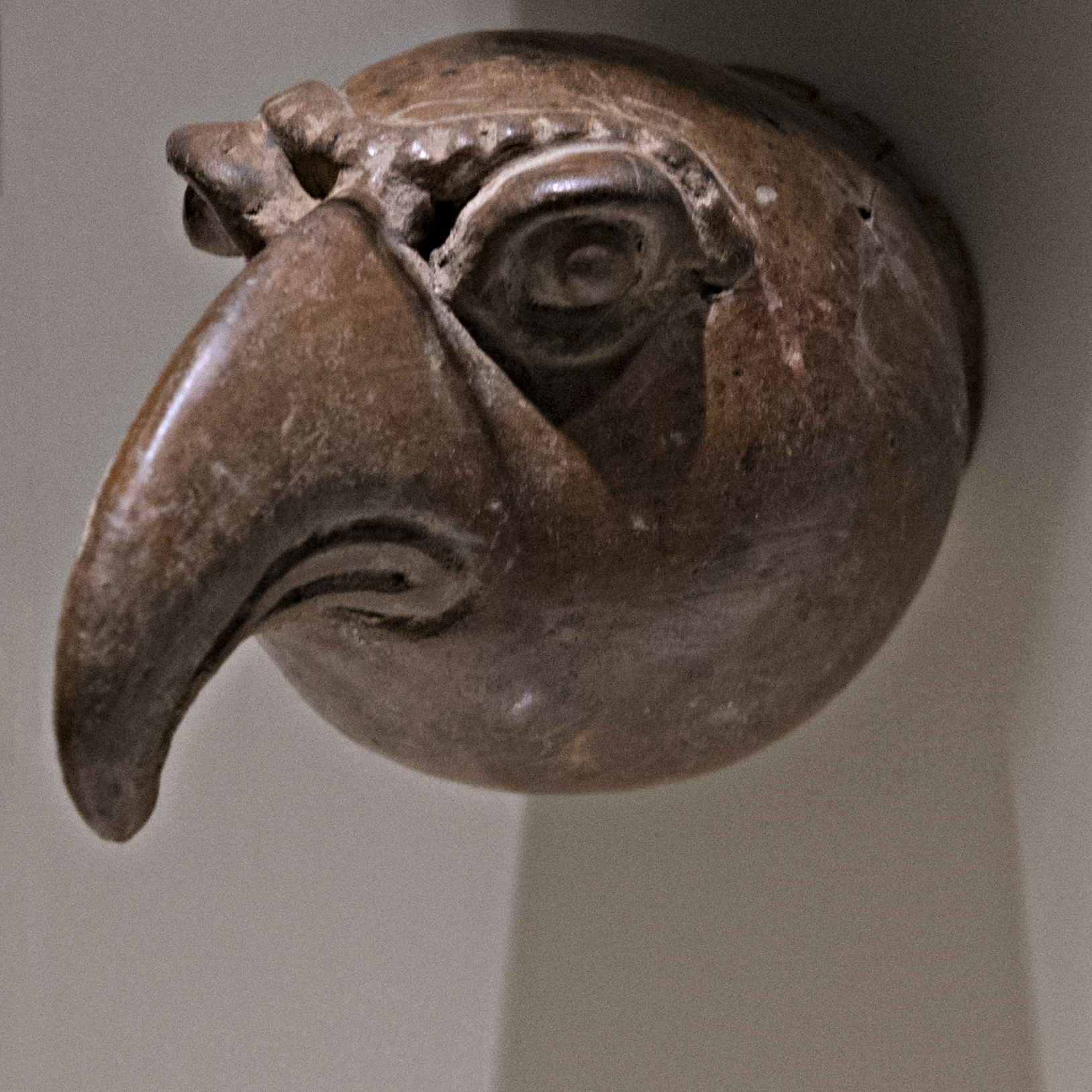
Museo delle Civiltà Anatoliche Testa di recipiente per liquidi
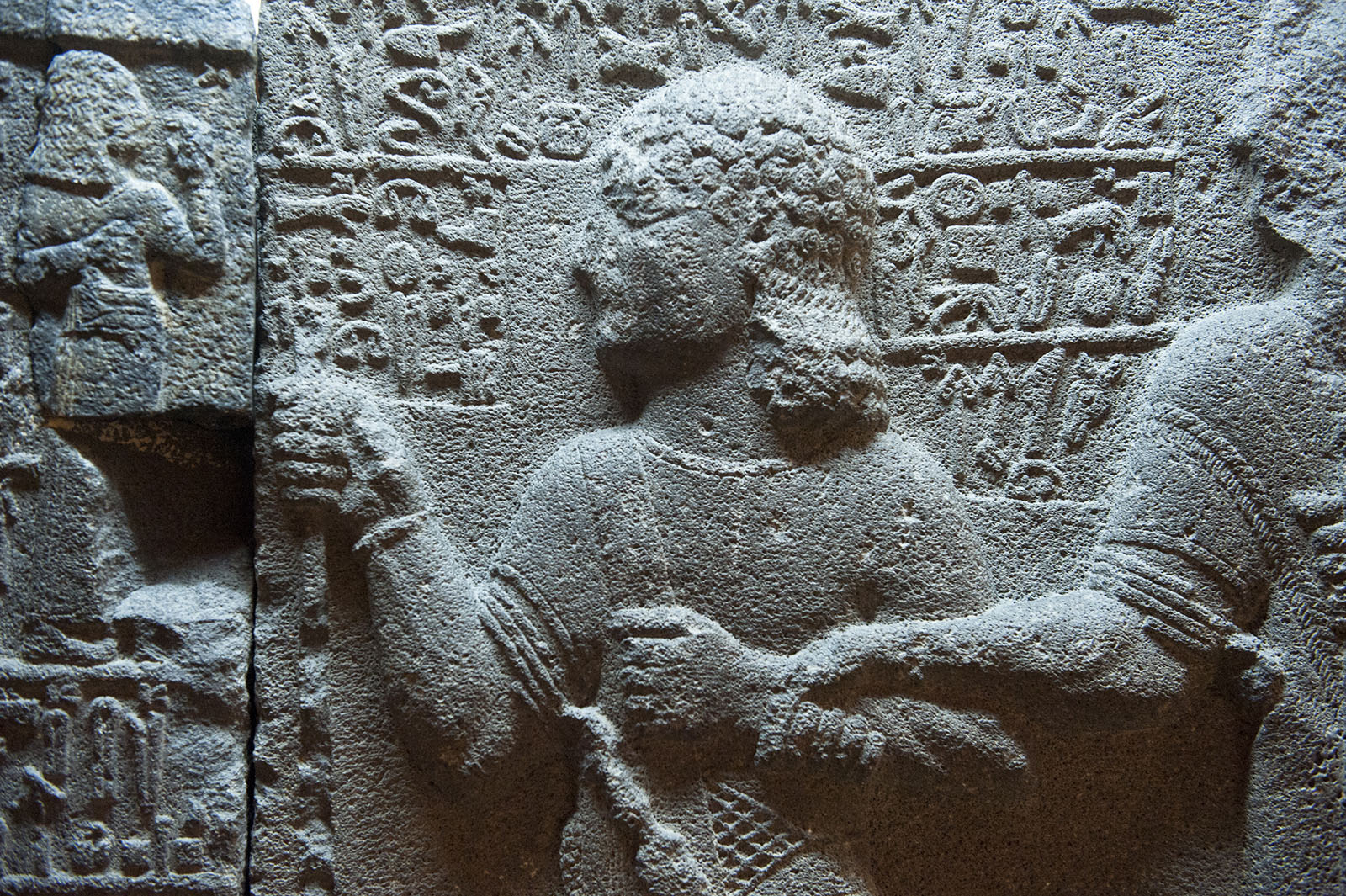
Museo delle Civiltà Anatoliche Rilievo Neo-Ittita
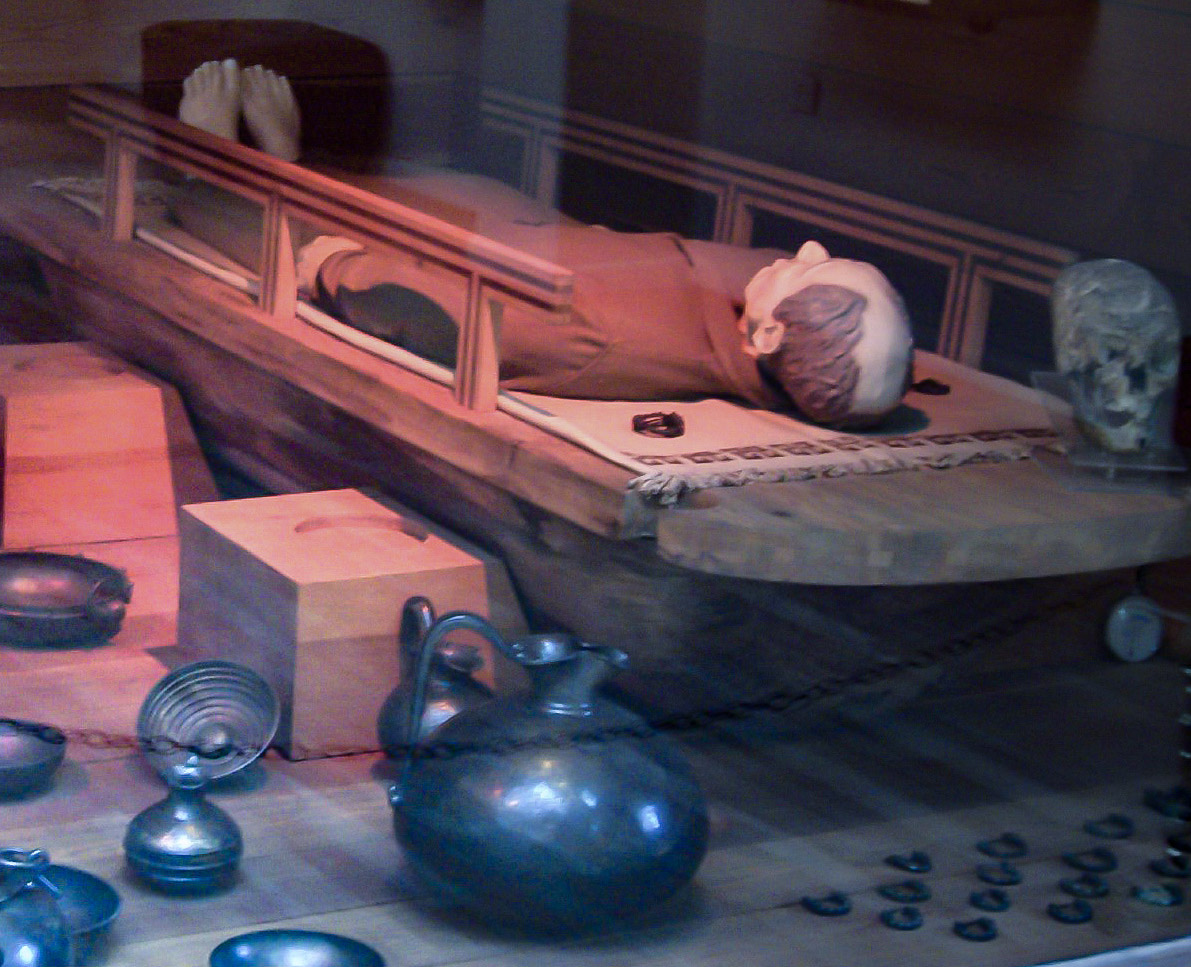
Ricostruzione della tomba del re Mida
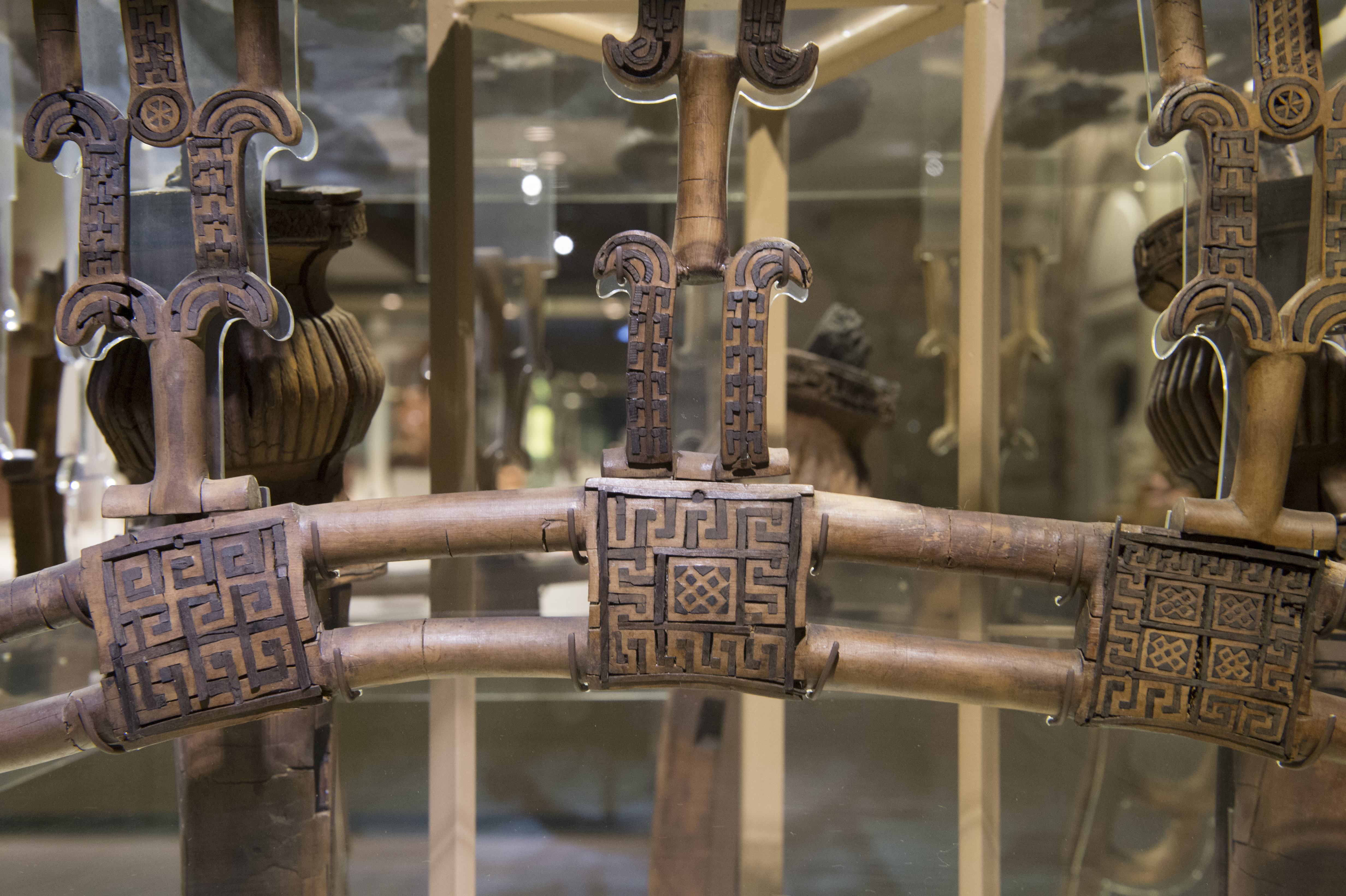
Museo delle Civiltà Anatoliche - Tavola frigia
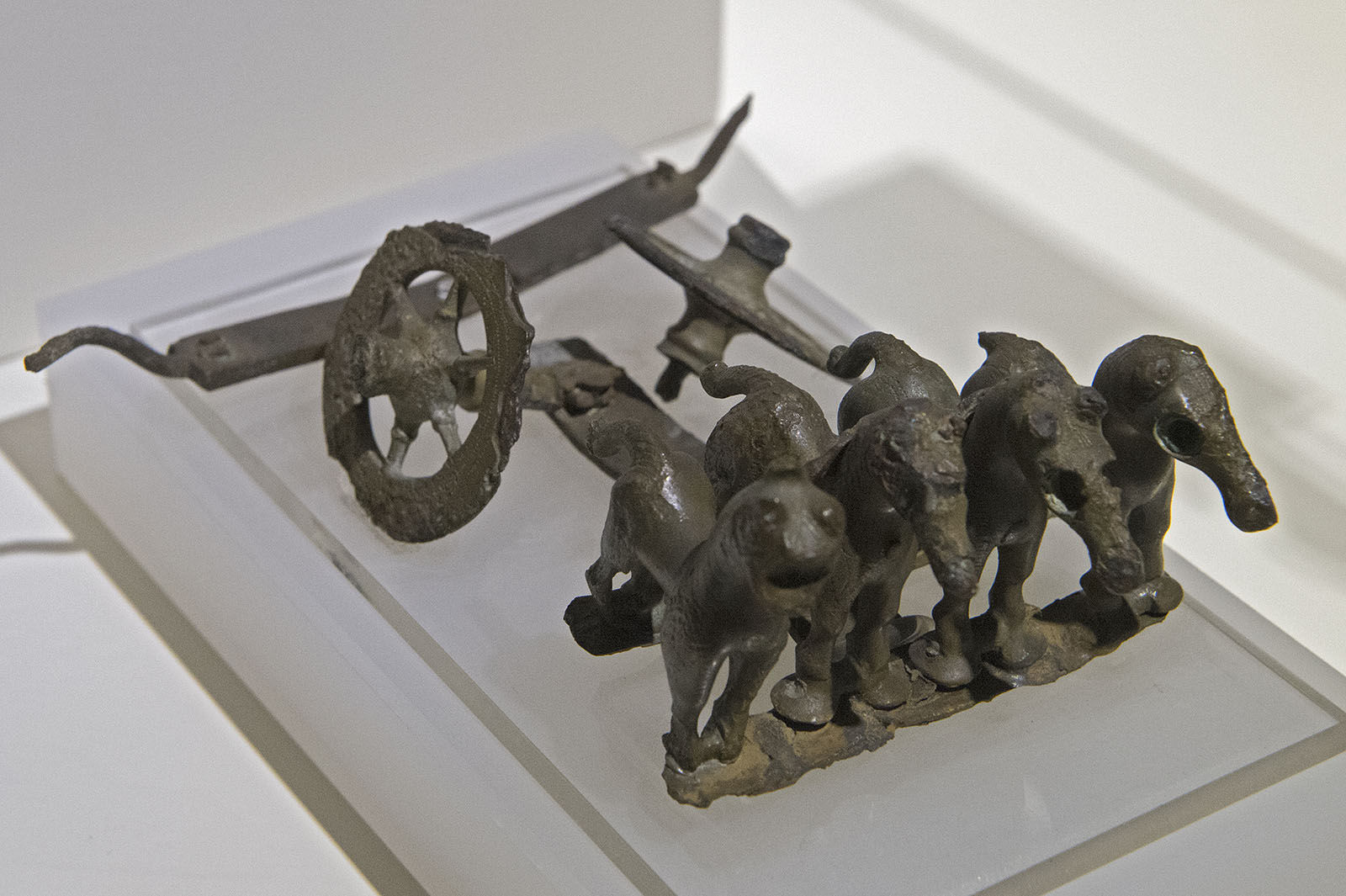
Museo delle Civiltà Anatoliche - Carro frigio
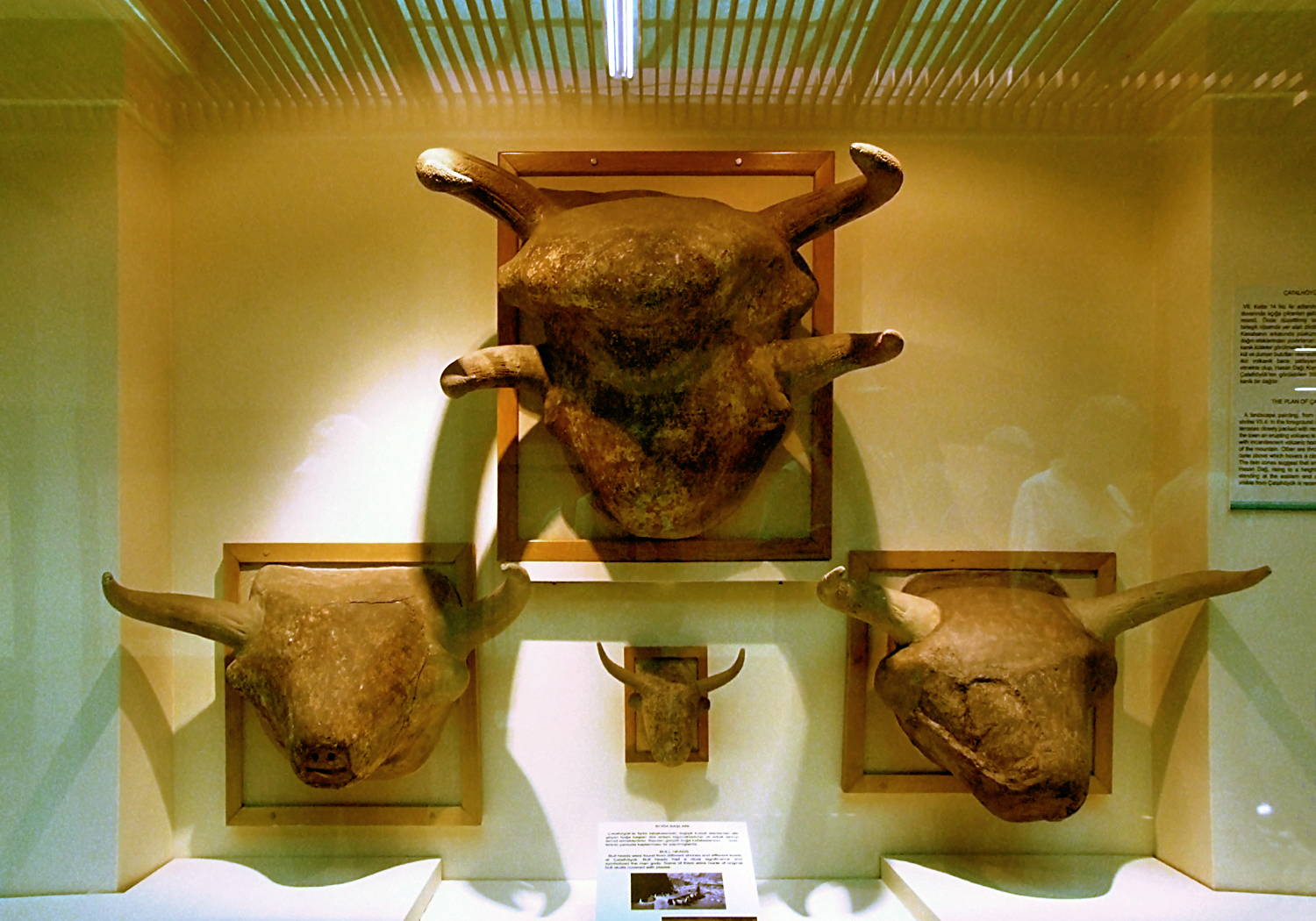
Teste di toro da Çatalhöyük
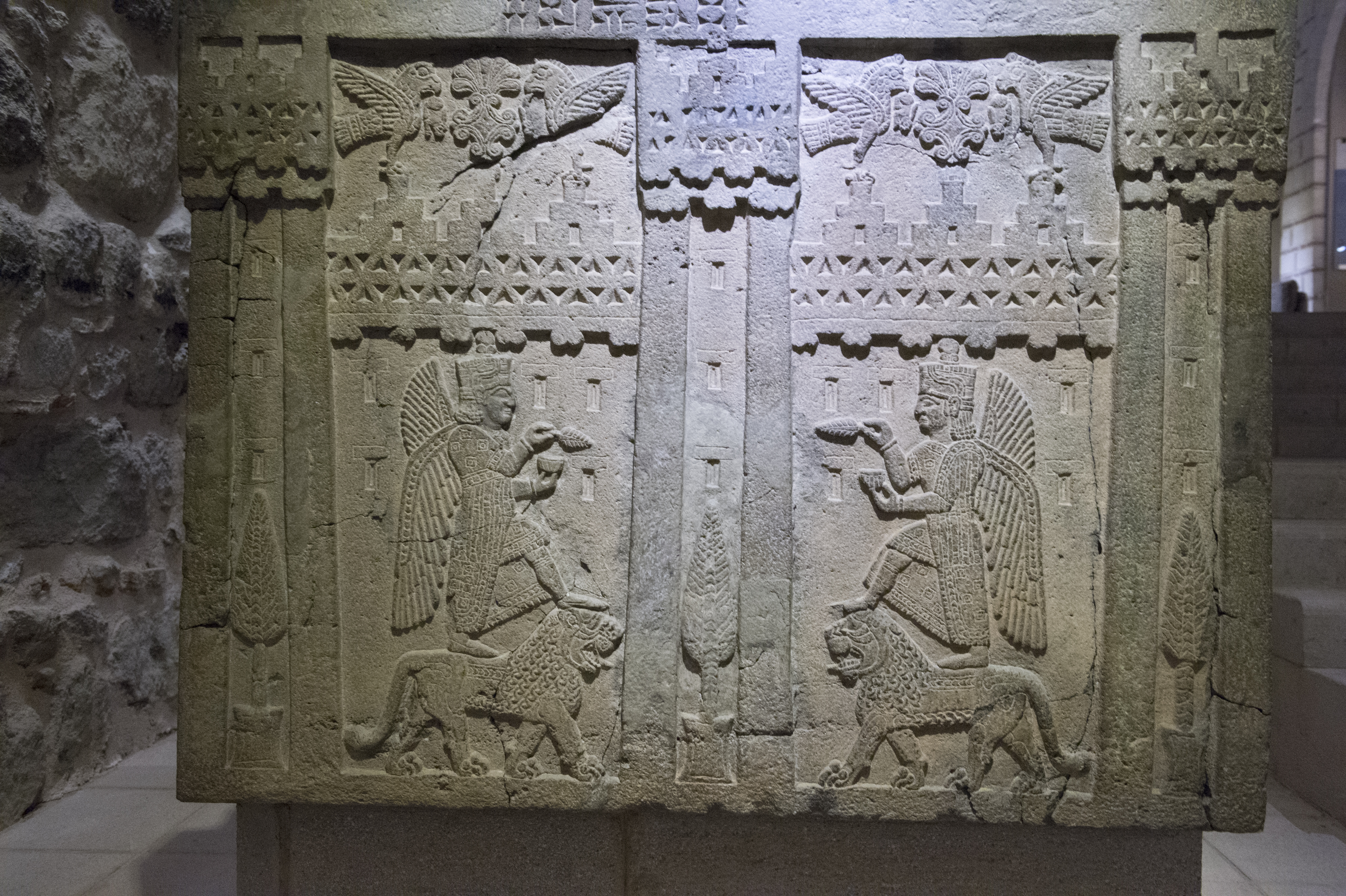
Base di colonna con rilievi di grifone e dio Teişeba su leone - Castello di Kef
Museo delle Civiltà Anatoliche - Placche d'avorio urartiane
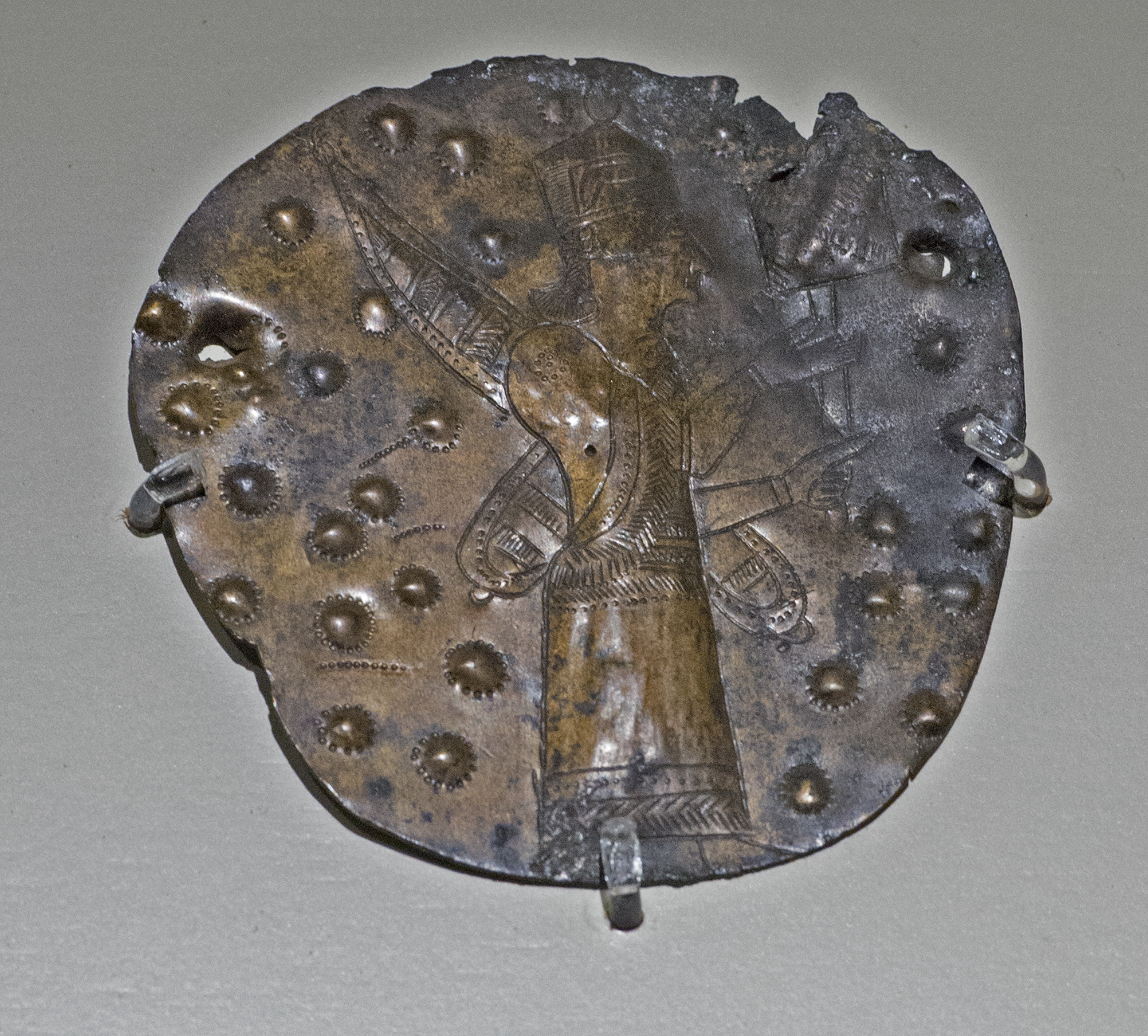
Museo delle Civiltà Anatoliche - Piatto votivo urartiano
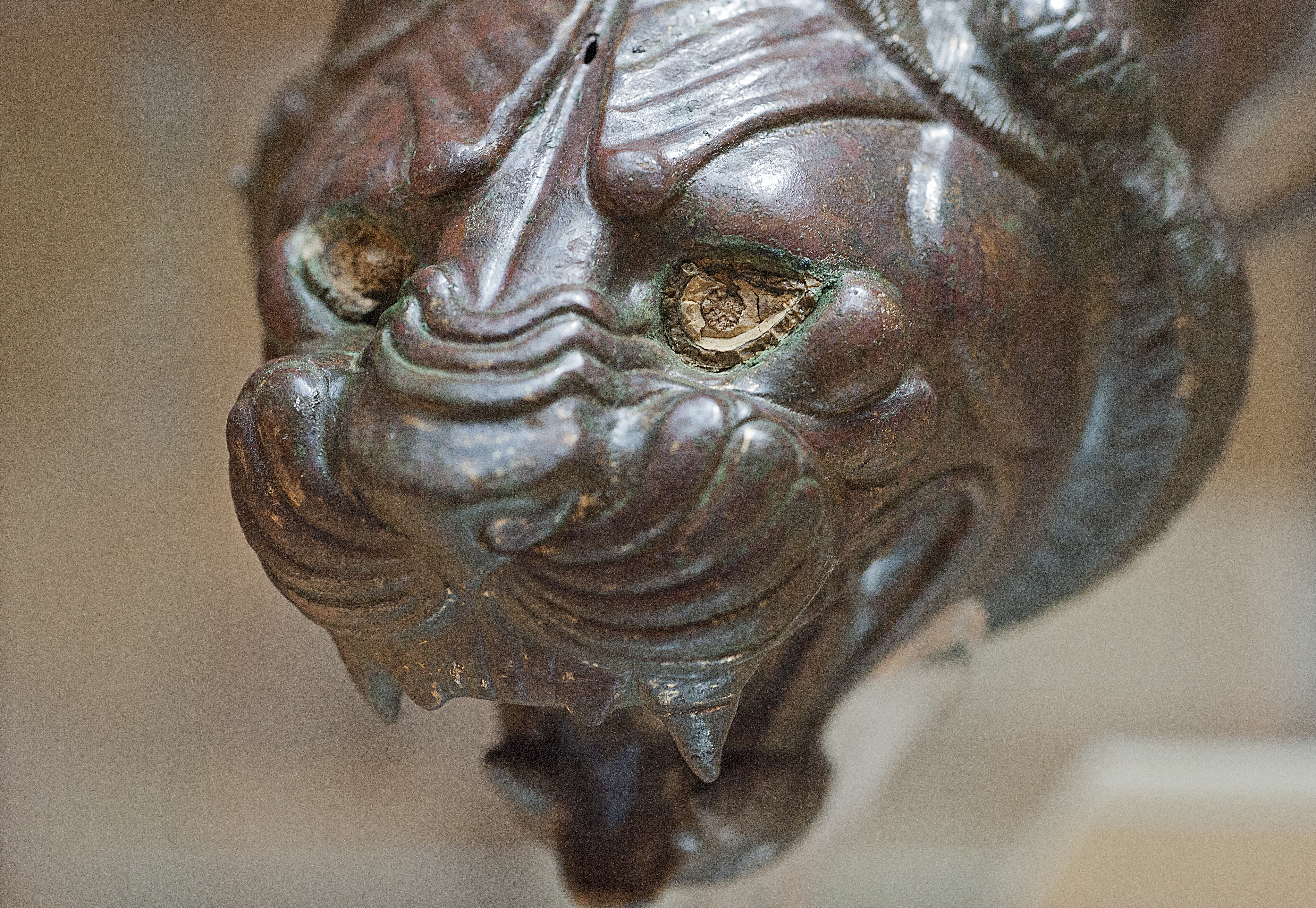
Museo delle Civiltà Anatoliche - Situla frigia
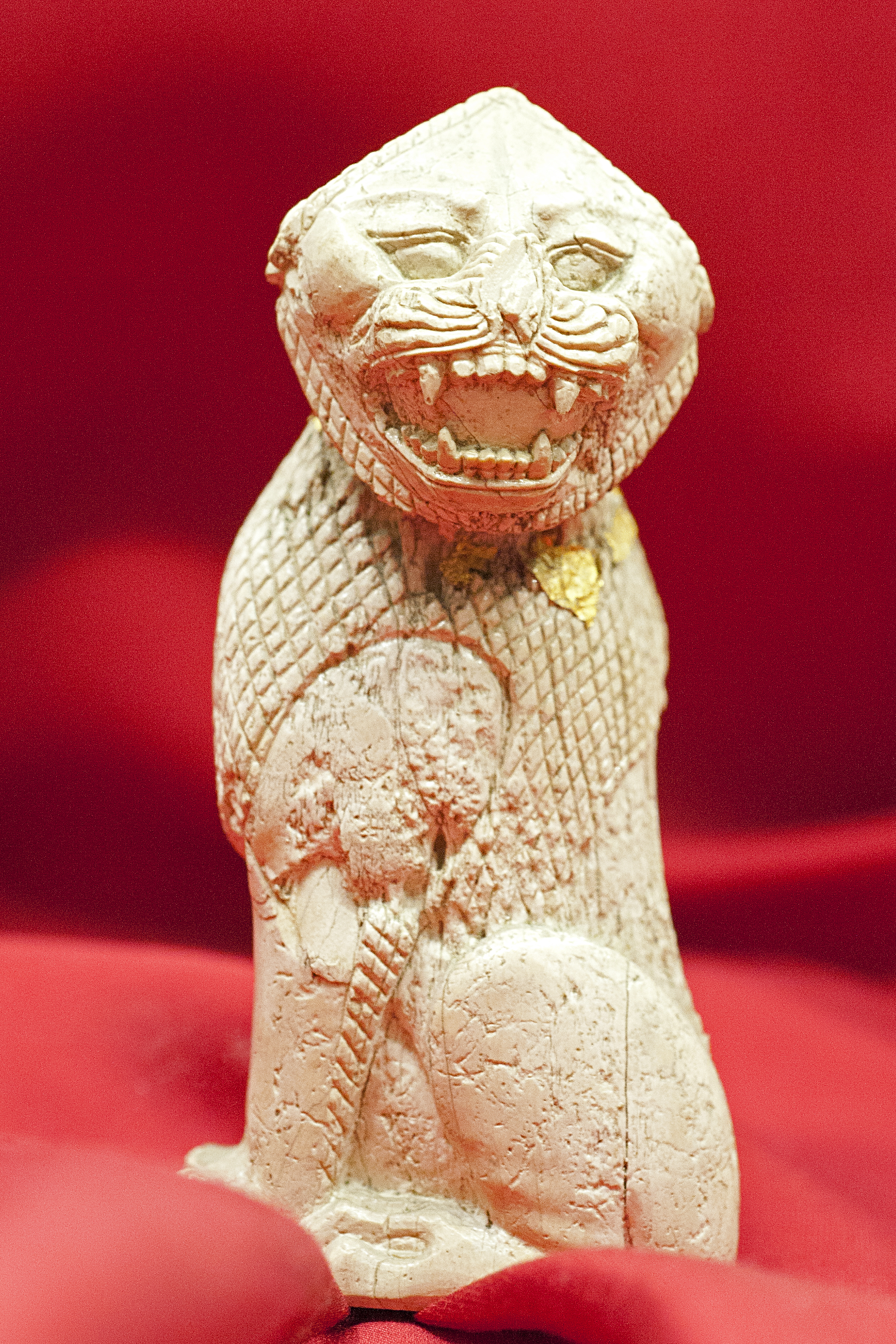
Museo delle Civiltà Anatoliche - Leone urartiano
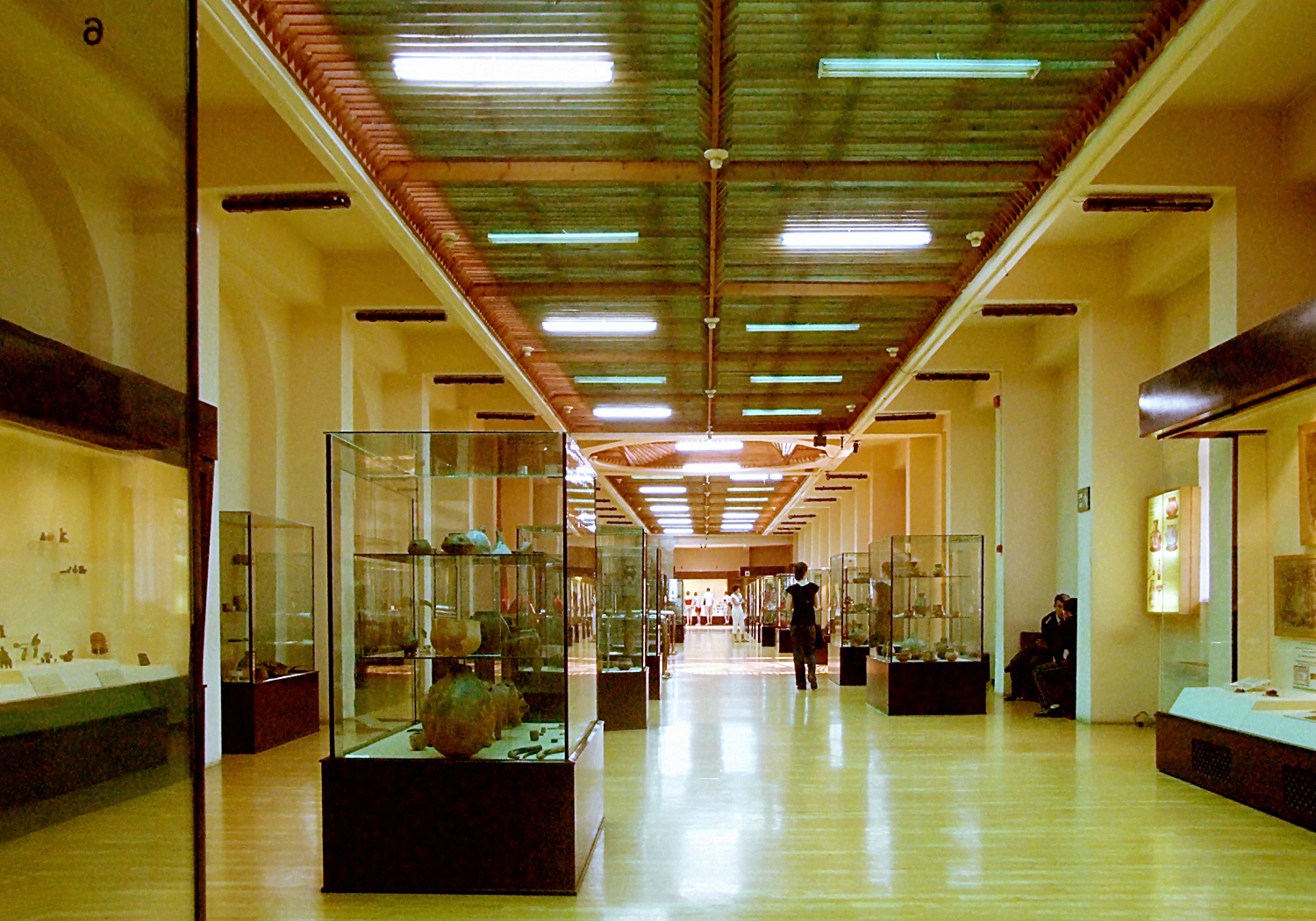
Prospettiva di una galleria
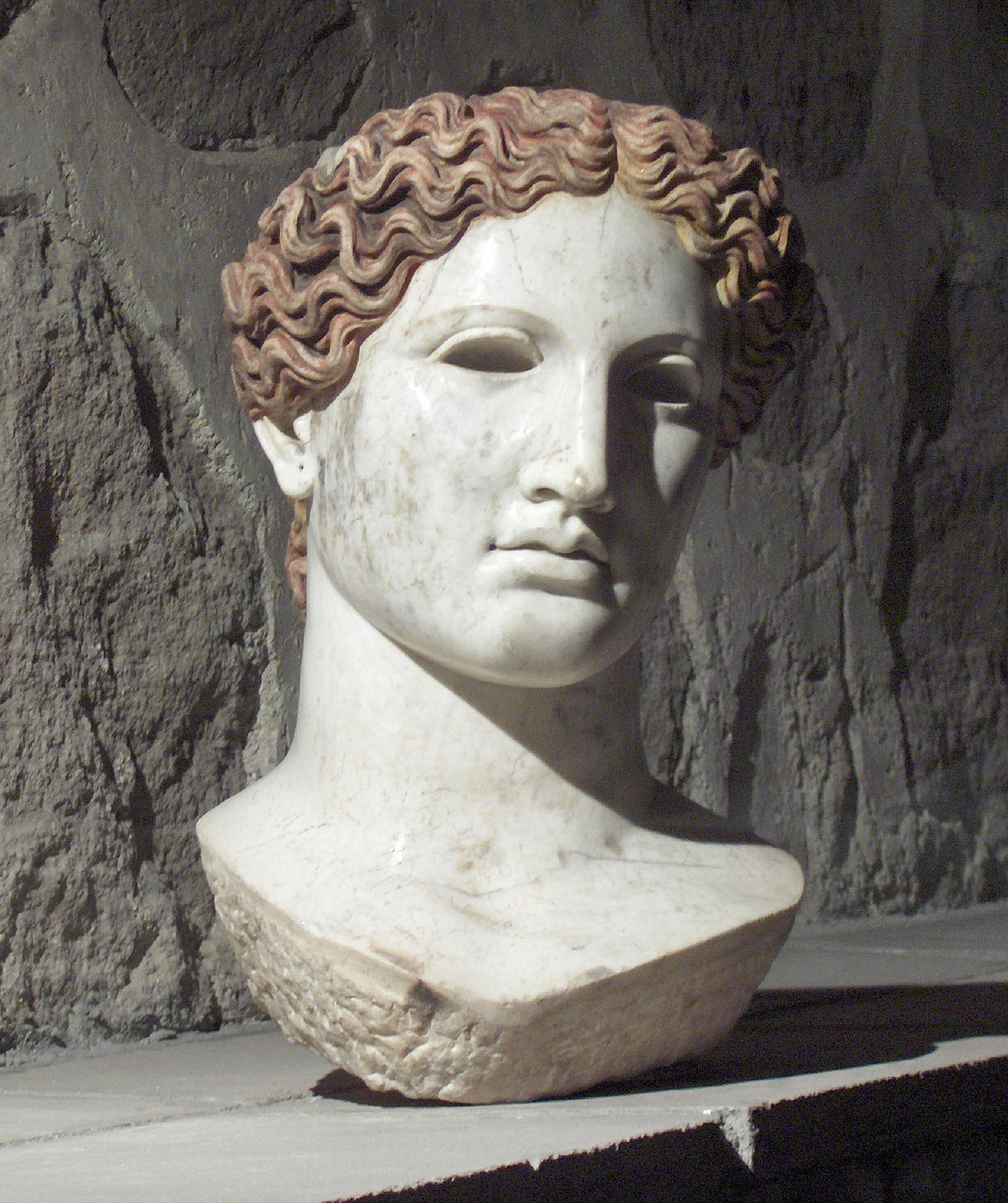
Testa in marmo di una donna romana